# Elezioni presidenziali negli Stati Uniti d'America del 1876
Le elezioni presidenziali negli Stati Uniti d'America del 1876 furono la 23° tornata elettorale quadriennale e si tenne martedì 7 novembre. Fu una delle elezioni presidenziali più combattute e sotto contenzioso dell'intera storia statunitense, ed è nota per essere stata il catalizzatore che pose termine all'Era della ricostruzione. A seguito di un problematico e dibattuto processo post-elettorale, il candidato del Partito Repubblicano Rutherford Hayes sconfisse sul filo del rasoio l'esponente del Partito Democratico Samuel Tilden.
Dopo che il presidente uscente Ulysses S. Grant, repubblicano, aveva rifiutato di candidarsi per un terzo mandato, il deputato del Congresso James Blaine emerse inizialmente come la figura di spicco per la Nomination repubblicana; tuttavia non fu in grado di conquistare la maggioranza alla Convention nazionale, la quale si accordò invece sul governatore dell'Ohio Hayes come scelta di compromesso. La Convention nazionale democratica nominò invece il governatore di New York Tilden già al secondo scrutinio.
I risultati rimangono comunque tra i più contestati di sempre, anche perché Tilden superò Hayes nel voto popolare; dopo un primo conteggio Tilden aveva conquistato 184 grandi elettori del Collegio elettorale a fronte dei 165 assegnati a Hayes, con 20 voti provenienti da quattro Stati federati incerti. Il risultato non garantiva quindi l'elezione di nessuno dei due, poiché all'epoca la maggioranza al Collegio elettorale era di 185.
Nel caso della Florida, della Louisiana e della Carolina del Sud - gli ultimi stati sudisti ancora governati dai Carpetbaggers - ciascuna delle due parti in causa dichiarò che il suo candidato aveva ottenuto la vittoria, mentre in Oregon un grande elettore fu sostituito dopo essere stato dichiarato illegittimo in quanto "funzionario eletto o nominato". La questione riguardante chi avrebbe dovuto essere premiato con questi suffragi divenne ben presto la fonte di massicce polemiche.
Dopo la minaccia dei Democratici di ostruzionismo al momento del conteggio formale e di lasciare pertanto il paese senza un presidente alla scadenza del mandato della presidenza di Grant, si giunse ad un compromesso per poter risolvere la controversia: la conferma di Hayes avrebbe avuto il via libera in cambio del ritiro definitivo dell'esercito federale dal Sud. Ci si decise pertanto a stipulare un accordo informale, il cosiddetto "compromesso del 1877", per cui la commissione elettorale assegnò a Hayes tutti e 20 i voti rimasti in palio, divenuti fondamentali per l'esito delle elezioni; la scelta non fu però "super partes", essendo votata dagli otto commissari repubblicani mentre i sette democratici si opposero.
In cambio dell'accettazione da parte dei Democratici dell'elezione del candidato repubblicano, si accolse l'invito a ritirare definitivamente le truppe federali dagli Stati Uniti meridionali, ponendo così fine alla Ricostruzione. Il potere negli Stati del Sud venne negli effetti ceduto ai cosiddetti "Redeemers", Democratici che procedettero a privare del loro diritto di voto appena acquisito la stragrande maggioranza dei cittadini afroamericani nel corso degli anni immediatamente successivi.
Questa è una delle cinque elezioni presidenziali degli Stati Uniti (con quelle del 1824, del 1888, del 2000 e del 2016) in cui il candidato che ha conquistato più voti popolari non fu eletto e l'unica in cui il vincitore del voto popolare ha ottenuto la maggioranza assoluta del voto popolare. Rimane quella che ha registrato il più ristretto margine di vittoria (185-184) e che ha visto la più alta affluenza alle urne della popolazione votante per età nella storia degli Stati Uniti, giungendo a toccare l'81,8%. Fu infine anche la prima volta dalle elezioni presidenziali del 1856 in cui il candidato democratico si aggiudicò il voto popolare.

## Contesto

### Candidature

#### Repubblicani

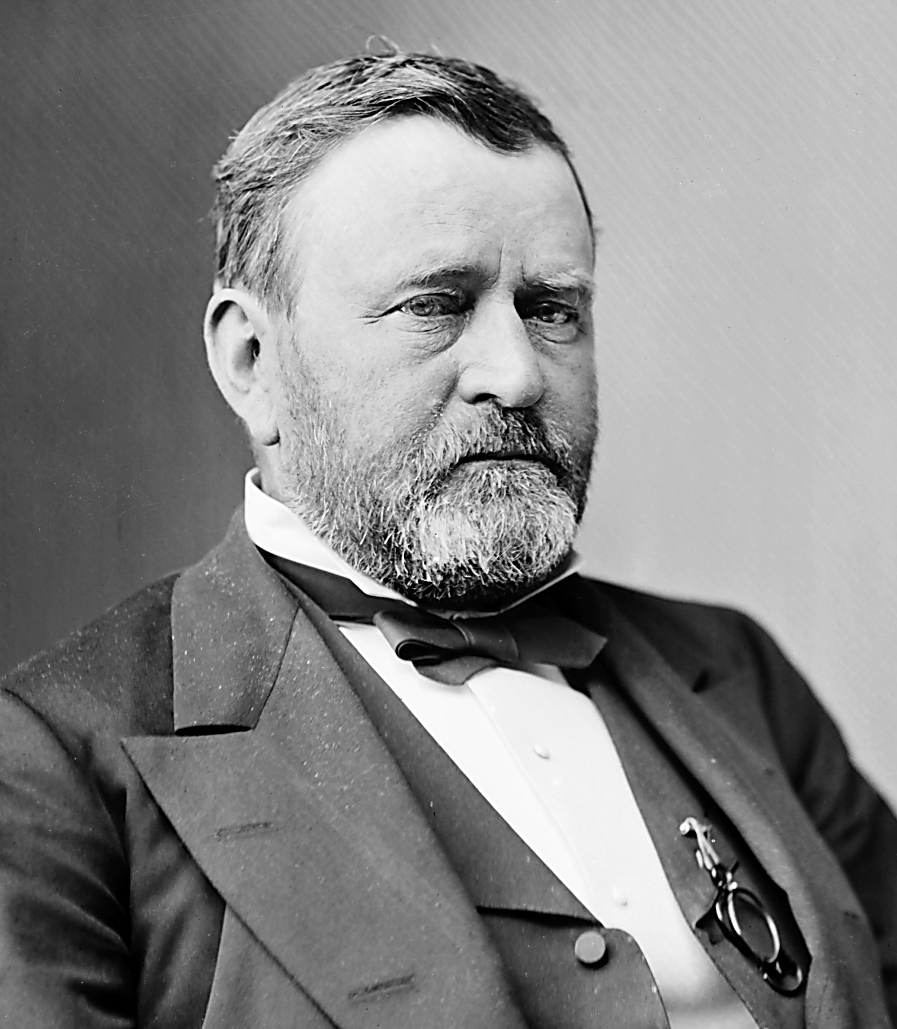
Il Presidente degli Stati Uniti d'America in carica Ulysses S. Grant

Nel 1875 si assumeva come un dato di fatto che il presidente in carica Ulysses S. Grant si sarebbe candidato ad un terzo mandato, nonostante le pessime condizioni economiche dovute alle conseguenze del panico del 1873 e nonostante i numerosi scandali politici che si erano sviluppati durante tutta la sua presidenza. La tradizione imposta dalla presidenza di George Washington avrebbe invece voluto che non si rimanesse in carica per più di due scadenze consecutive.
La cerchia più ristretta di Grant gli consigliò comunque di riproporsi e questi quasi lo fece, ma la Camera dei Rappresentanti con un voto di 233 contro 18 approvò una risoluzione in cui dichiarava che la tradizione dei due termini era quella di impedire una dittatura. Verso la fine dell'anno il presidente si ritirò dalla corsa.

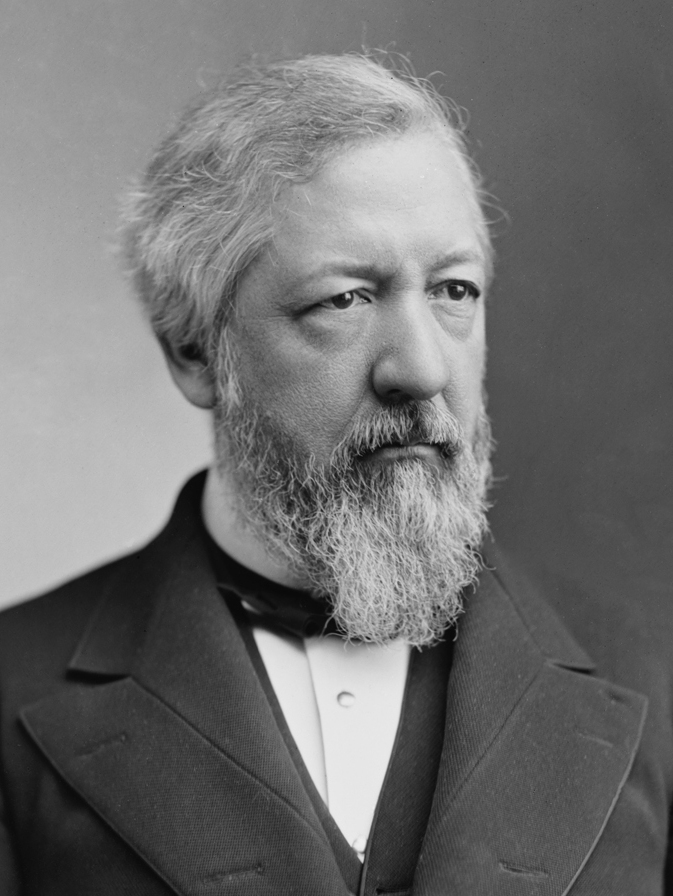
James Blaine, Senatore per il Maine.
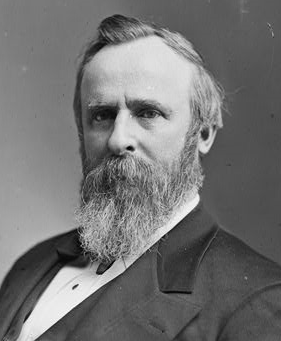
Rutherford Hayes, Governatore dell'Ohio.
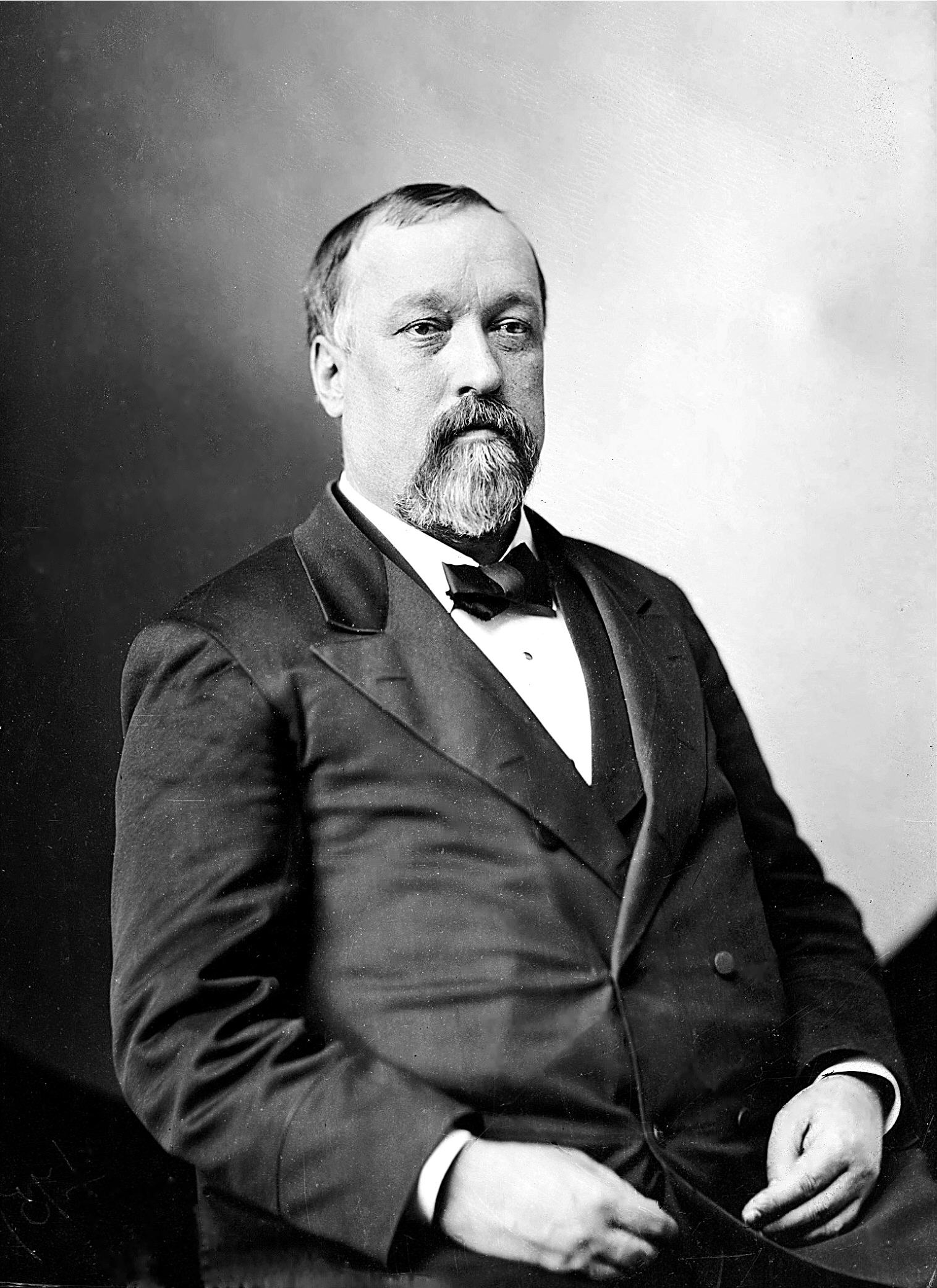
Benjamin Helm Bristow, Segretario al tesoro in carica.
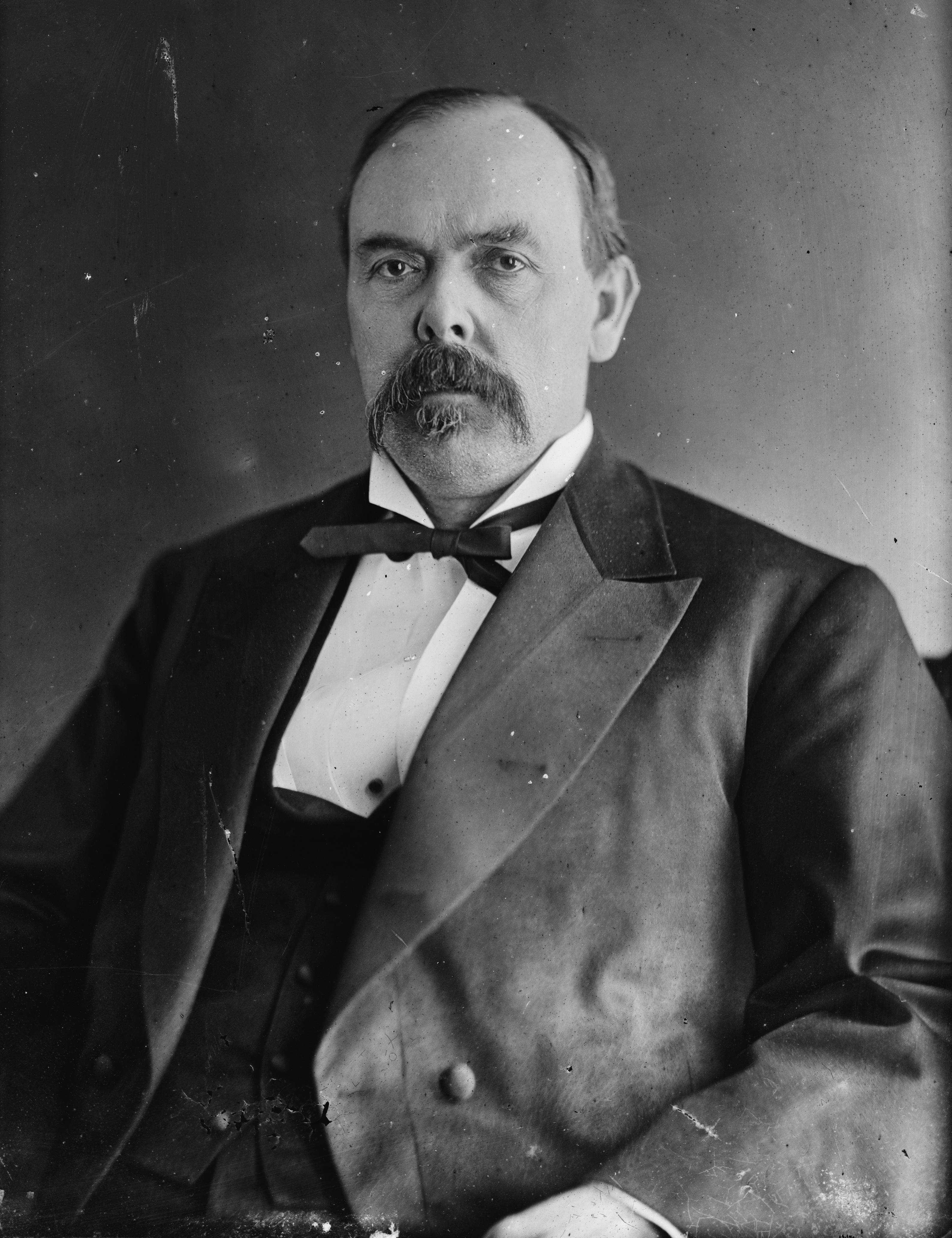
Oliver Perry Morton, senatore per l'Indiana.
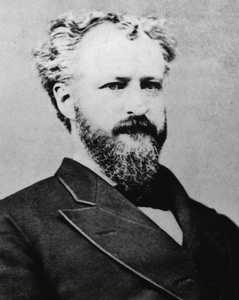
Roscoe Conkling, senatore per lo Stato di New York.
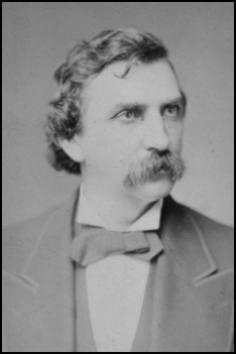
John Frederick Hartranft, Governatore della Pennsylvania.
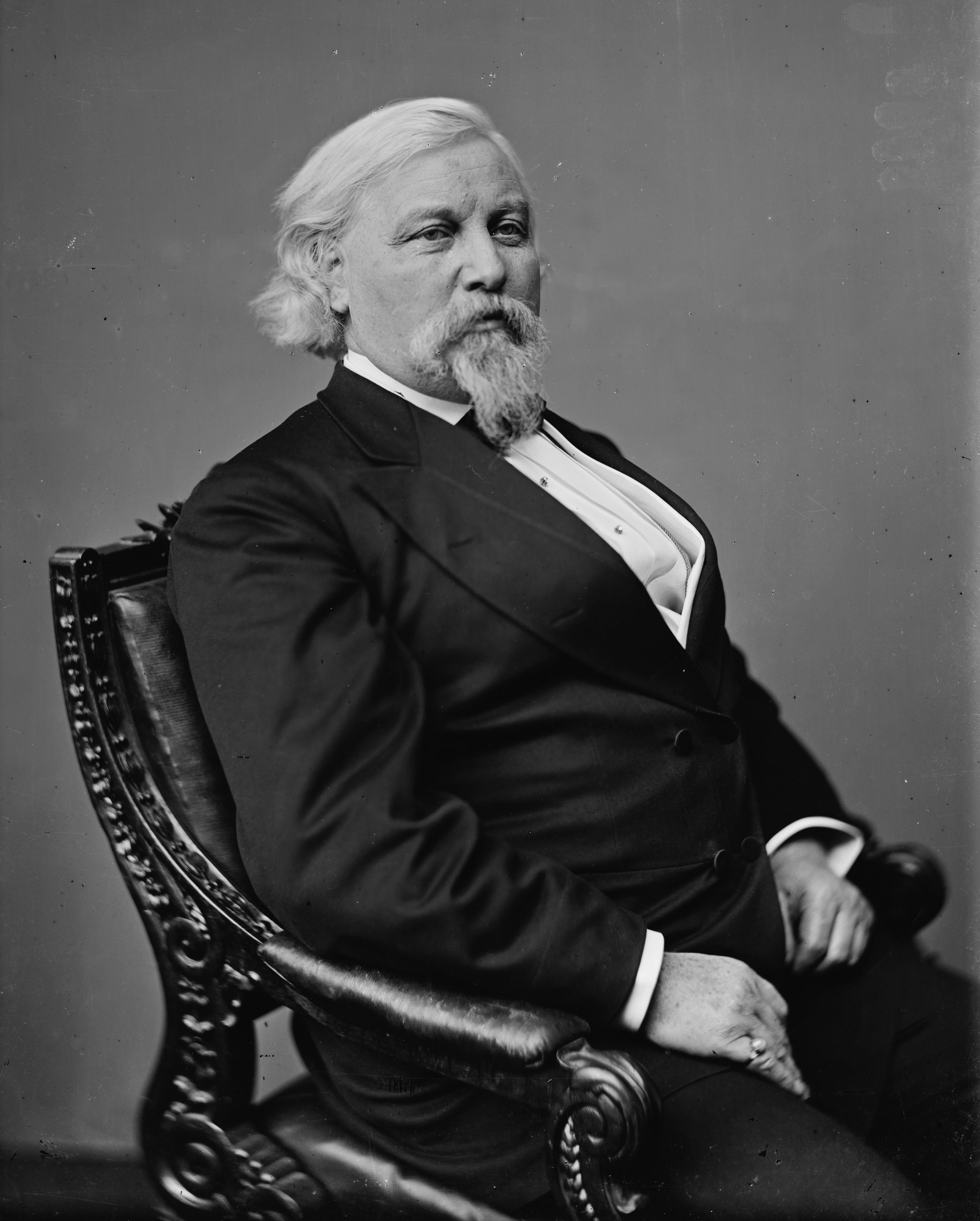
Marshall Jewell, Direttore generale delle poste in carica.
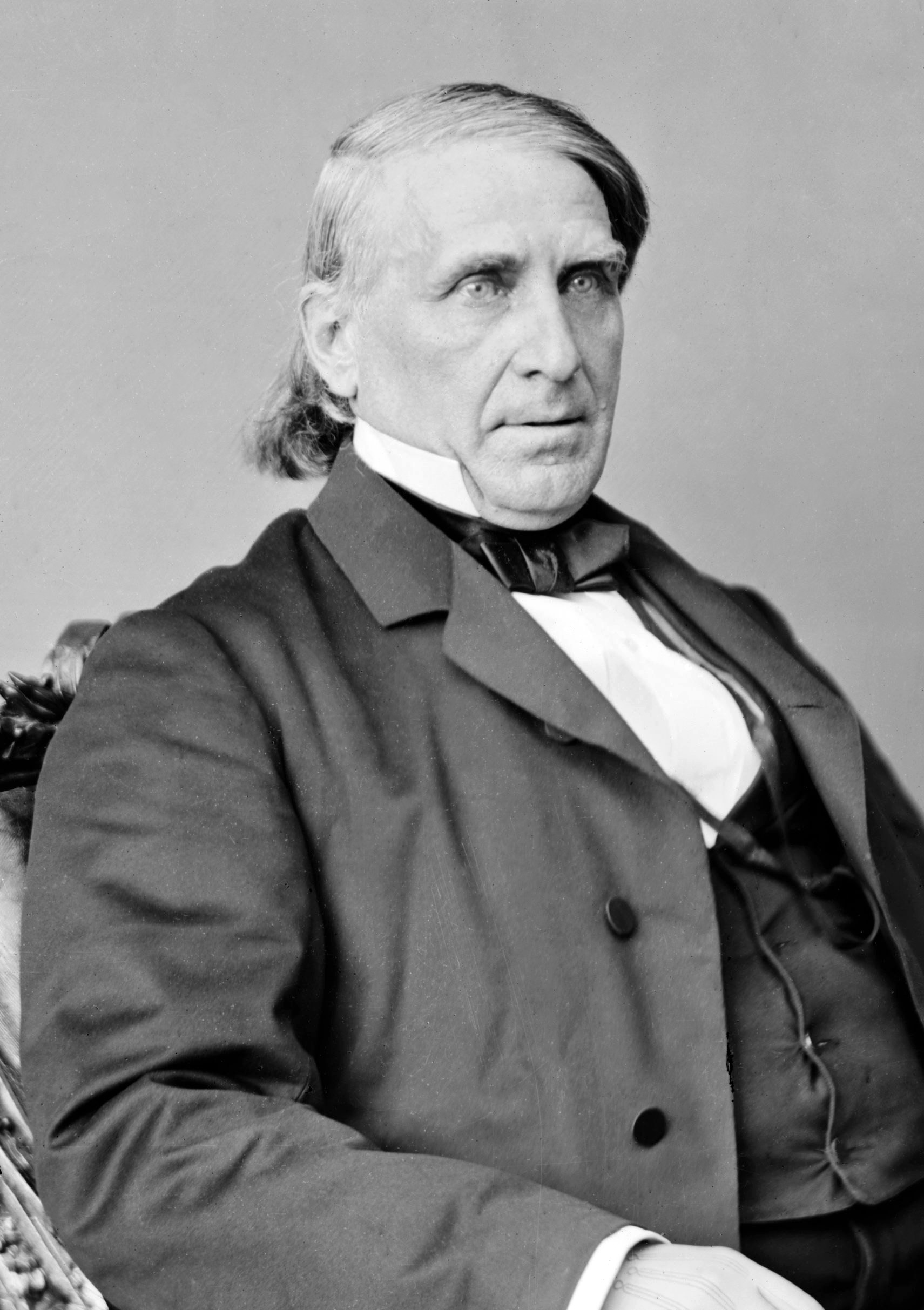
Elihu Benjamin Washburne, Ambasciatore in Francia dell'Illinois.
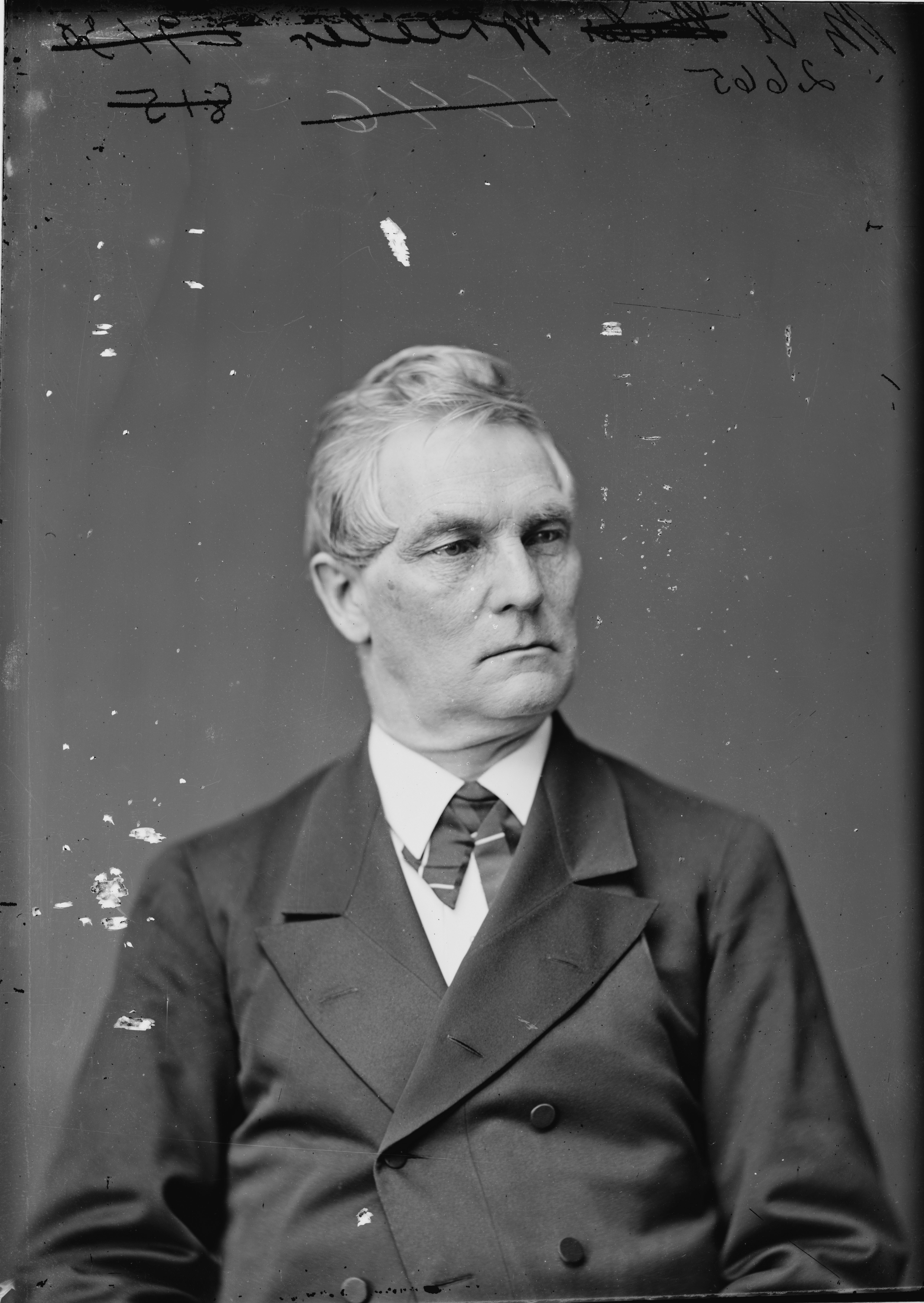
William A. Wheeler, deputato alla Camera dei Rappresentanti per New York.

Quando la sesta Convention nazionale repubblicana si riunì il 14 giugno 1876 a Cincinnati sembrò che James G. Blaine sarebbe stato il candidato prescelto; al primo scrutinio si trovava però ancora più di 100 voti al di sotto del quorum previsto. A partire dalla seconda votazione i suoi suffragi iniziarono tuttavia a ridursi, poiché molti temevano che egli non potesse vincere le elezioni generali.
I delegati contrari a Blaine si trovarono d'accordo su un candidato solo quando i voti per Blaine risalirono al 41% al sesto scrutinio; a questo punto i leader riformisti si incontrarono privatamente e presero in considerazione delle ipotesi alternative. La loro scelta cadde sul governatore dell'Ohio Rutherford B. Hayes. 
| Votazioni per la presidenza |     |     |     |     |     |     |     |
| Votazione                   | 1°  | 2°  | 3°  | 4°  | 5°  | 6°  | 7°  |
| James G. Blaine             | 285 | 296 | 293 | 292 | 286 | 308 | 351 |
| Oliver P. Morton            | 124 | 120 | 113 | 108 | 95  | 85  | 0   |
| Benjamin Bristow            | 113 | 114 | 121 | 126 | 114 | 111 | 21  |
| Roscoe Conkling             | 99  | 93  | 90  | 84  | 82  | 81  | 0   |
| Rutherford B. Hayes         | 61  | 64  | 67  | 68  | 104 | 113 | 384 |
| John F. Hartranft           | 58  | 63  | 68  | 71  | 69  | 50  | 0   |
| Marshall Jewell             | 11  | 0   | 0   | 0   | 0   | 0   | 0   |
| William A. Wheeler          | 3   | 3   | 2   | 2   | 2   | 2   | 0   |
| Elihu B. Washburne          | 0   | 1   | 1   | 3   | 3   | 4   | 0   |

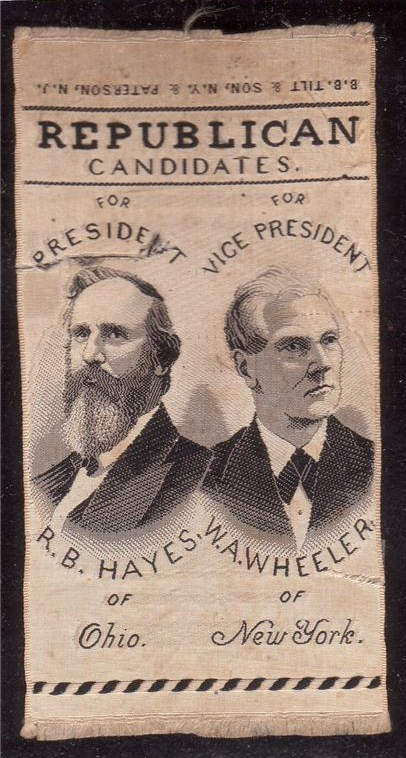
Manifesto elettorale di Hayes e Wheeler.

Al settimo scrutinio Hayes risultò nominato con 384 preferenze contro le 351 per Blaine e le 21 per il ministro Benjamin Bristow; gli fu affiancato William A. Wheeler con un margine molto più ampio (366-89) rispetto al suo principale rivale Frederick Theodore Frelinghuysen, che in seguito sarebbe stato uno dei membri della commissione elettorale che assegnò l'elezione a Hayes.

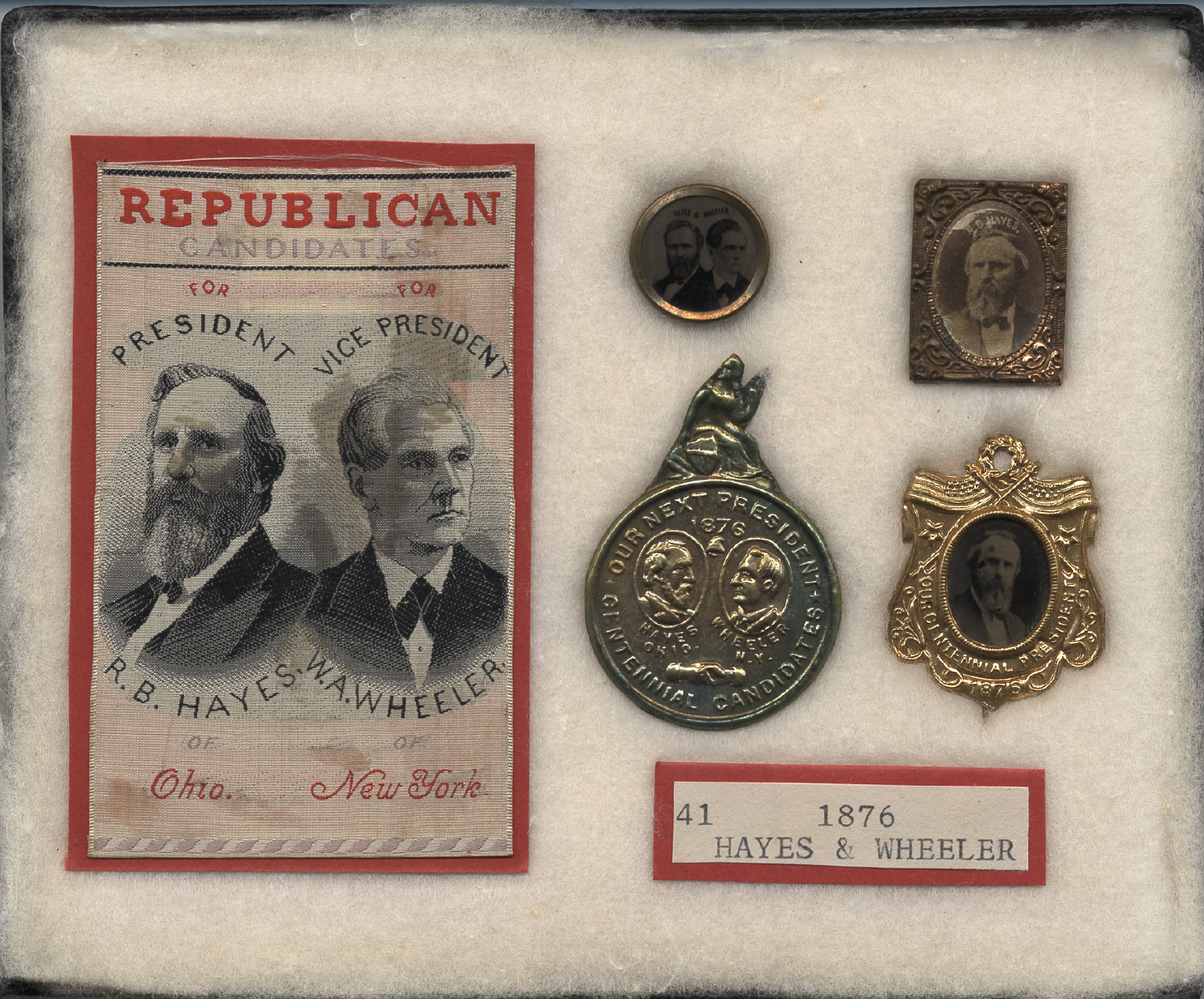
Monili della campagna Repubblicana.

| Votazioni per la vicepresidenza |             |
| Votazione                       | 1° Parziale |
| William A. Wheeler              | 366         |
| Frederick T. Frelinghuysen      | 89          |
| Marshall Jewell                 | 86          |
| Stewart Lyndon Woodford         | 70          |
| Joseph Roswell Hawley           | 25          |

| Candidati del Partito Repubblicano, 1876                | |
| Rutherford B. Hayes                                     | William A. Wheeler |
| per Presidente                                          | per Vice Presidente |
|                                                         | |
| 29° e 32° Governatore dell'Ohio (1868–1872 e 1876–1877) | Deputato alla Camera dei Rappresentanti per il 19º distretto congressuale dello Stato di New York (1861-1863 e 1869–1877) |
| Manifesto elettorale                                    | |
|                                                         | |

#### Democratici
Inizialmente i candidati per ottenere la nomina ufficiale alla Convention nazionale democratica furono i seguenti:

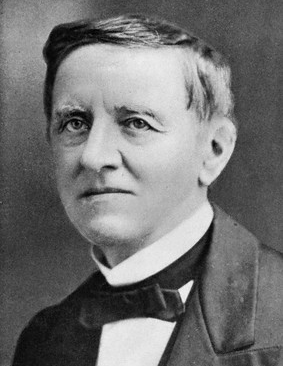
Samuel Tilden, Governatore di New York.
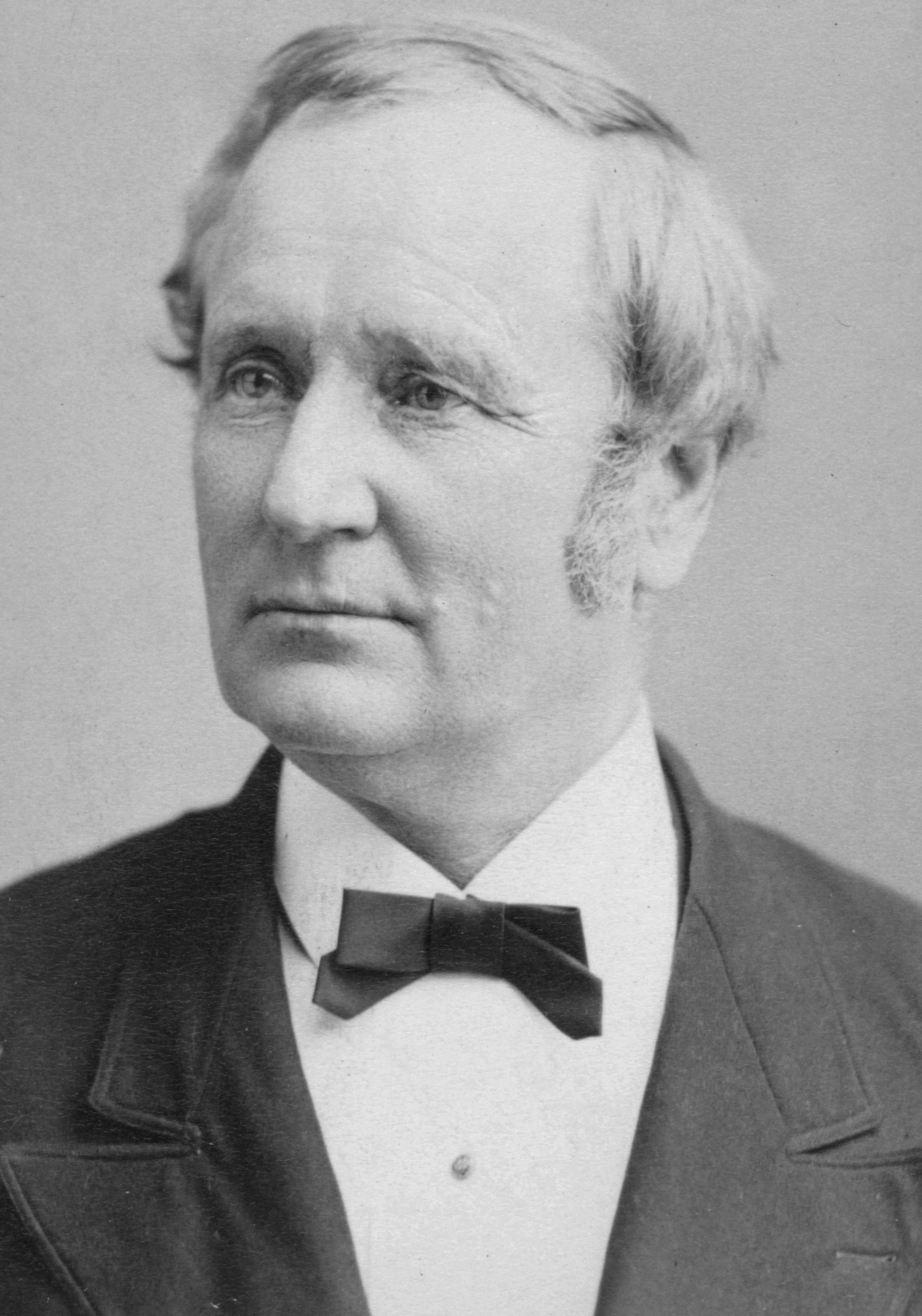
Thomas Hendricks, Governatore dell'Indiana.
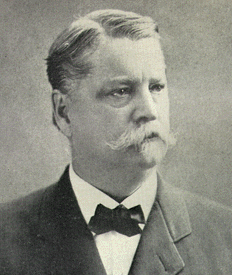
Winfield Scott Hancock, Maggior generale della Pennsylvania.
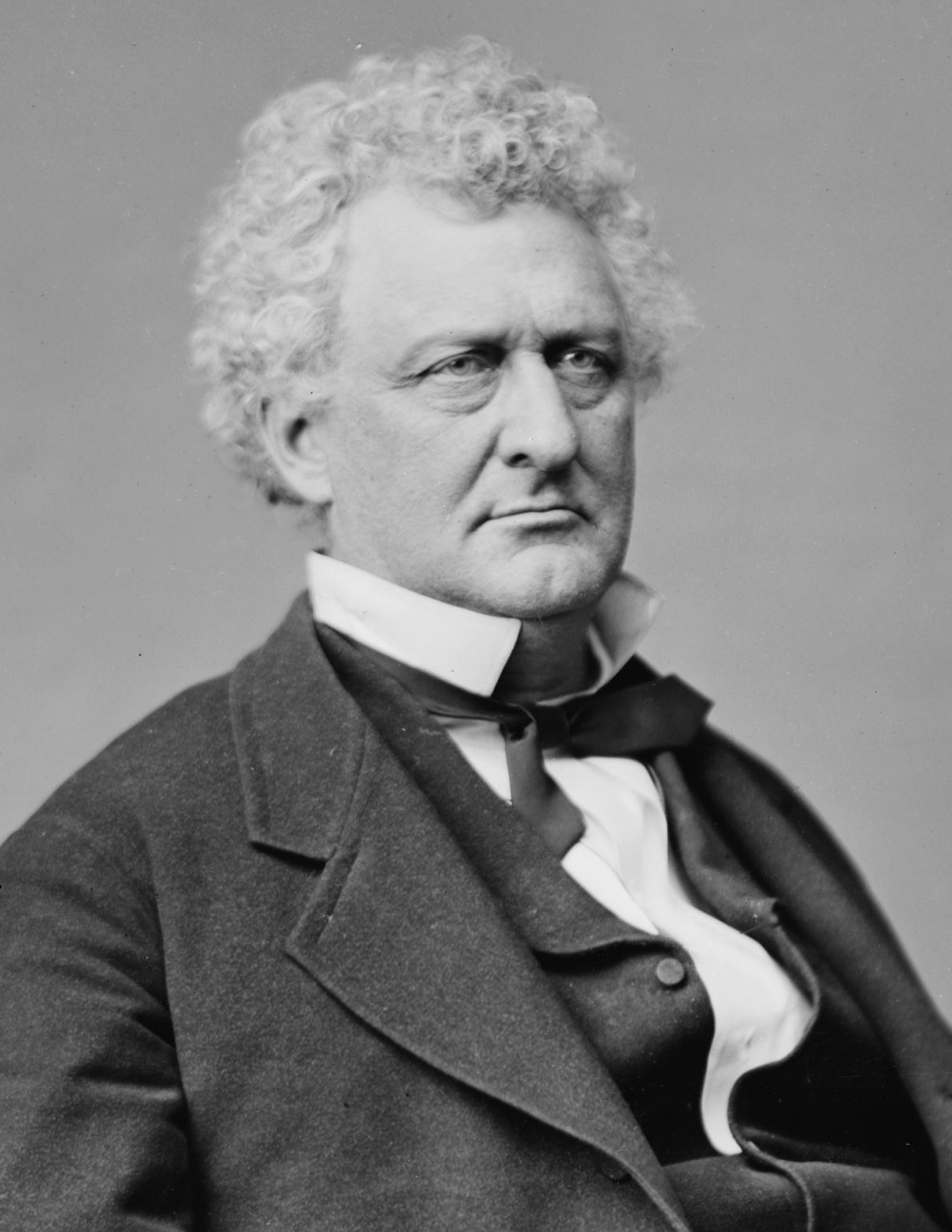
William Allen, dell'Ohio.
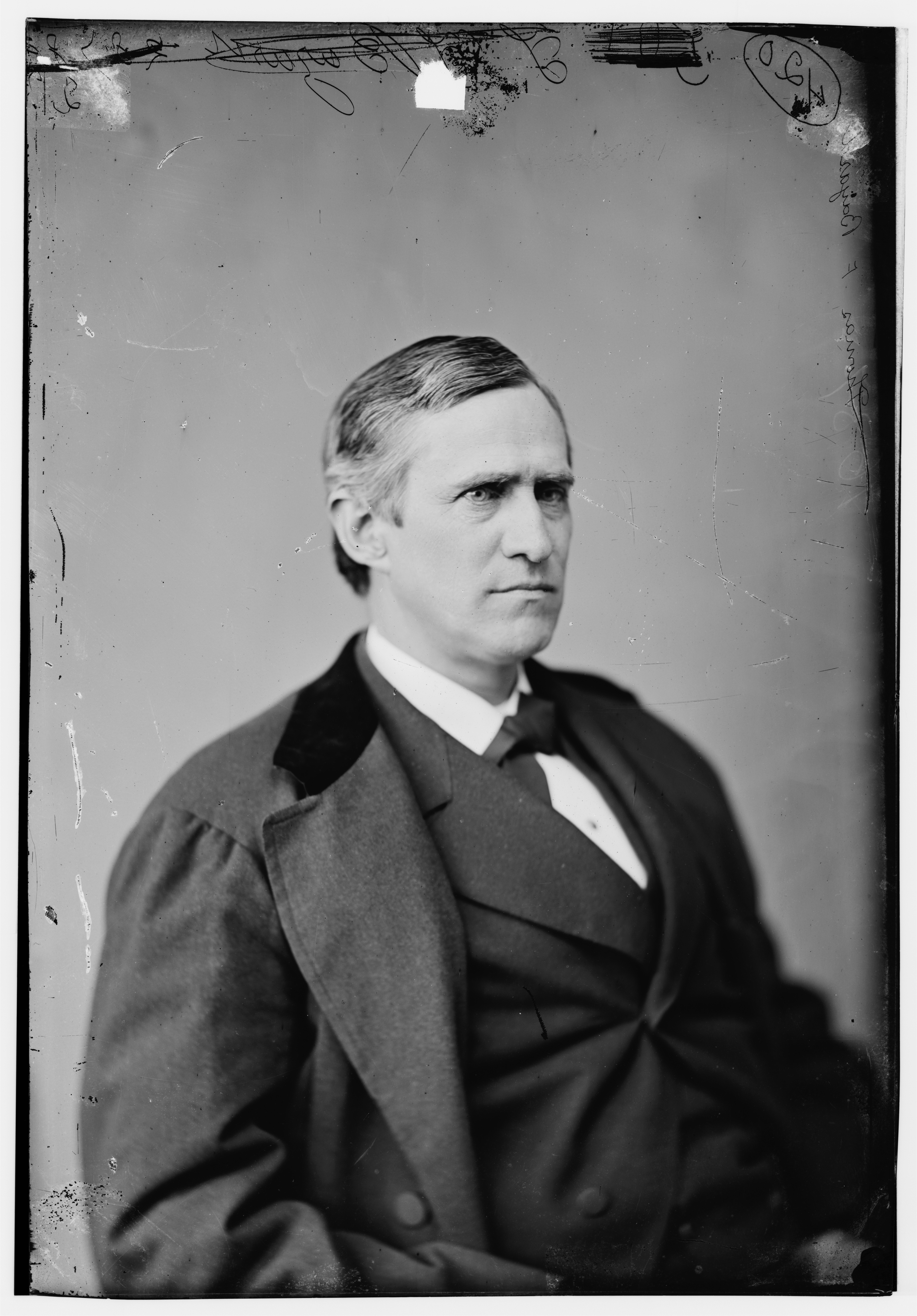
Thomas Francis Bayard, Senatore per il Delaware.
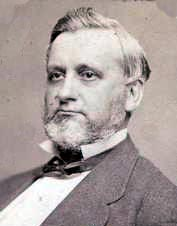
Joel Parker, del New Jersey.

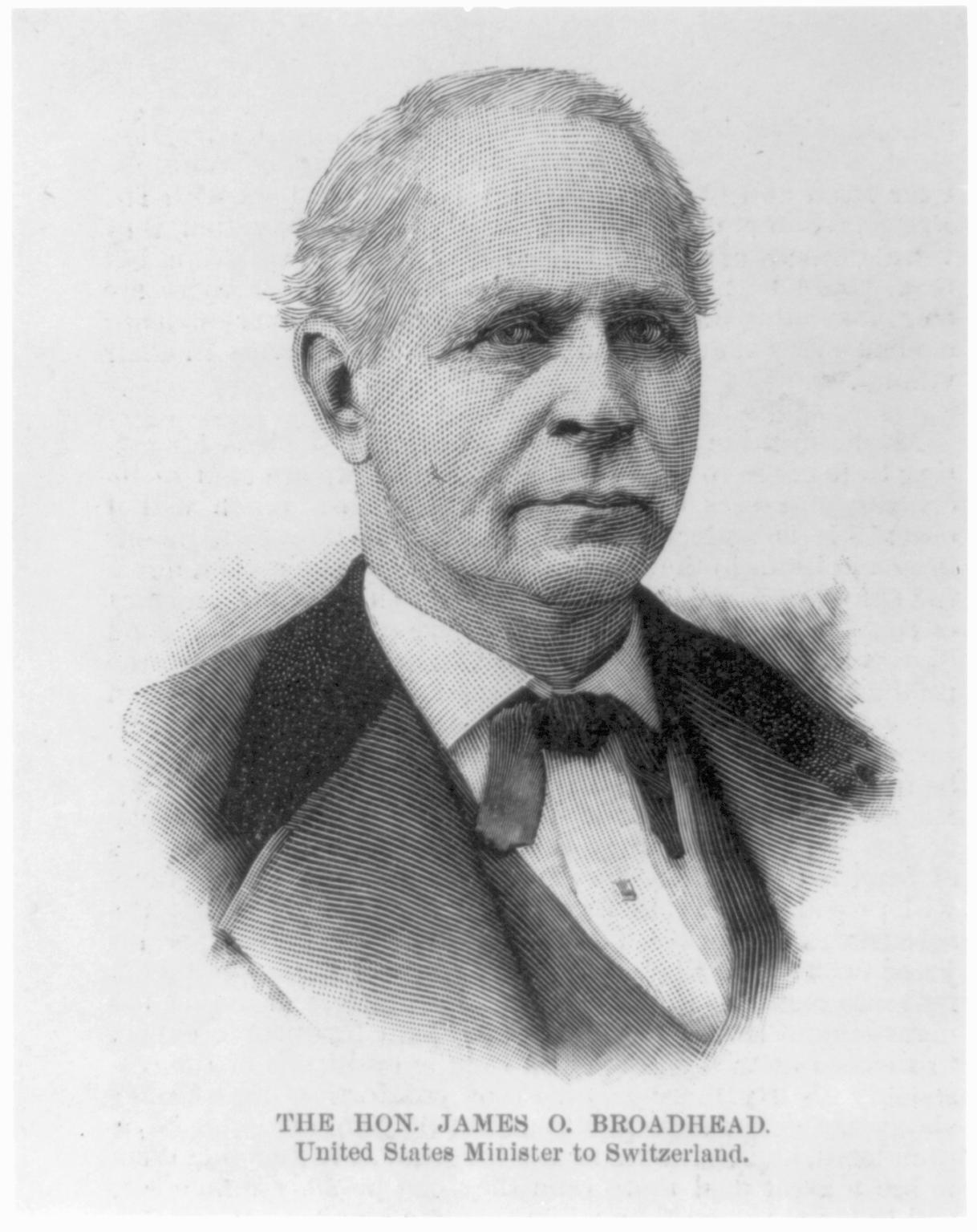
James Overton Broadhead, per il Missouri.
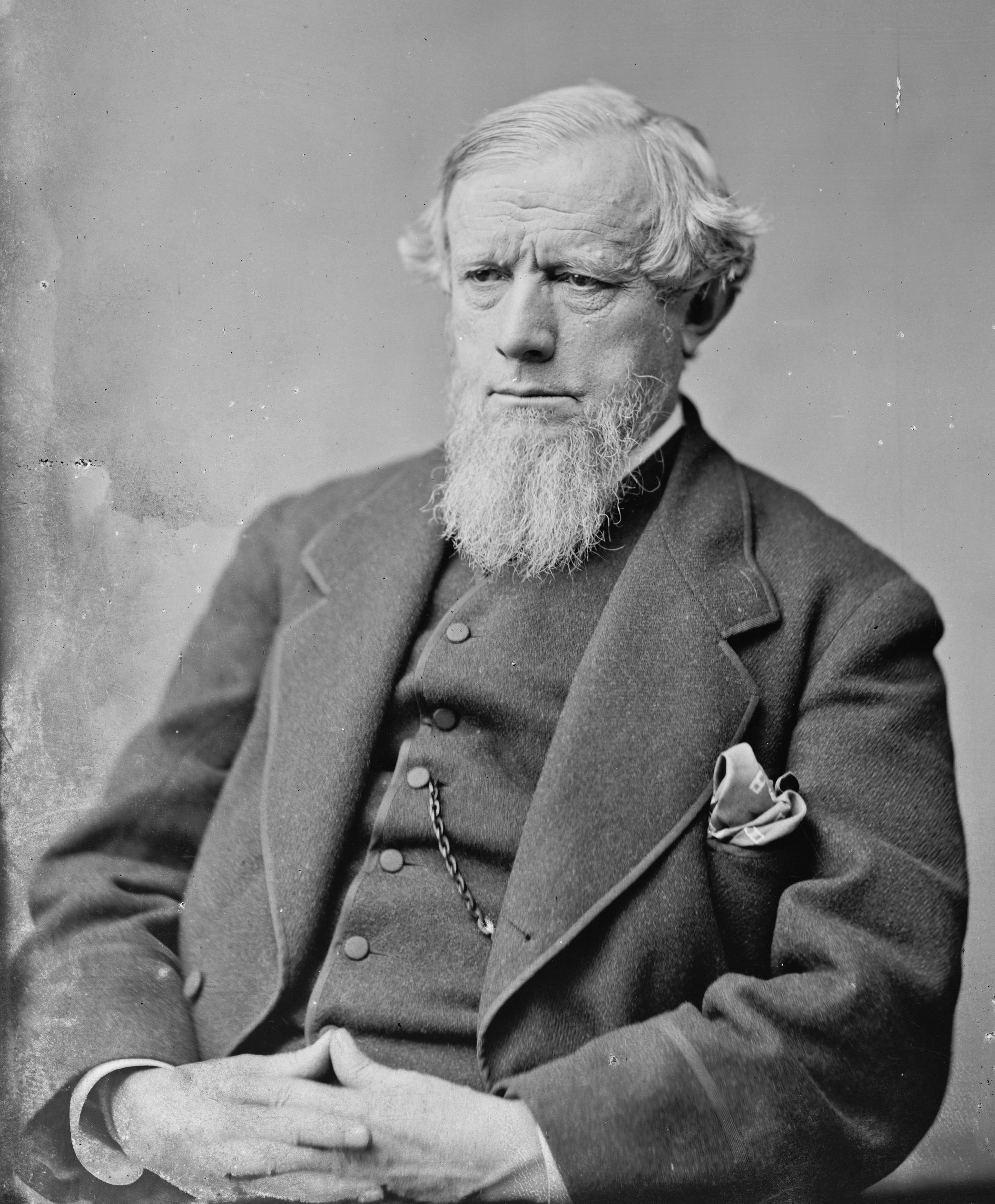
Allen Granberry Thurman, senatore per l'Ohio

La 12ª Convention nazionale democratica si riunì a Saint Louis, nel Missouri, il 27 giugno; era la prima Convention di uno dei principali partiti degli Stati Uniti che si svolgeva ad ovest del fiume Mississippi.
Cinquemila persone affollarono l'auditorium del "Merchants Exchange Building" con la concreta speranza di riuscire ad ottenere la prima vittoria presidenziale per il Partito Democratico da vent'anni. Il programma politico richiedeva riforme immediate e radicali in risposta agli scandali che avevano afflitto l'amministrazione Grant. Tilden conquistò più di 400 voti già al primo scrutinio e la nomina di massa al secondo.
| Votazioni per la presidenza |     |        |     |        |         |
|                             | 1°  | 1° Bis | 2°  | 2° Bis | Votanti |
| Samuel J. Tilden            | 401 | 417    | 535 | 534    | 738     |
| Thomas A. Hendricks         | 141 | 141    | 85  | 60     |         |
| Winfield S. Hancock         | 75  | 75     | 58  | 59     |         |
| William Allen               | 54  | 54     | 54  | 54     |         |
| Thomas F. Bayard            | 33  | 33     | 4   | 11     |         |
| Joel Parker                 | 18  | 18     | 0   | 18     |         |
| James Broadhead             | 16  | 0      | 0   | 0      |         |
| Allen G. Thurman            | 0   | 0      | 2   | 2      |         |

Fonti:.

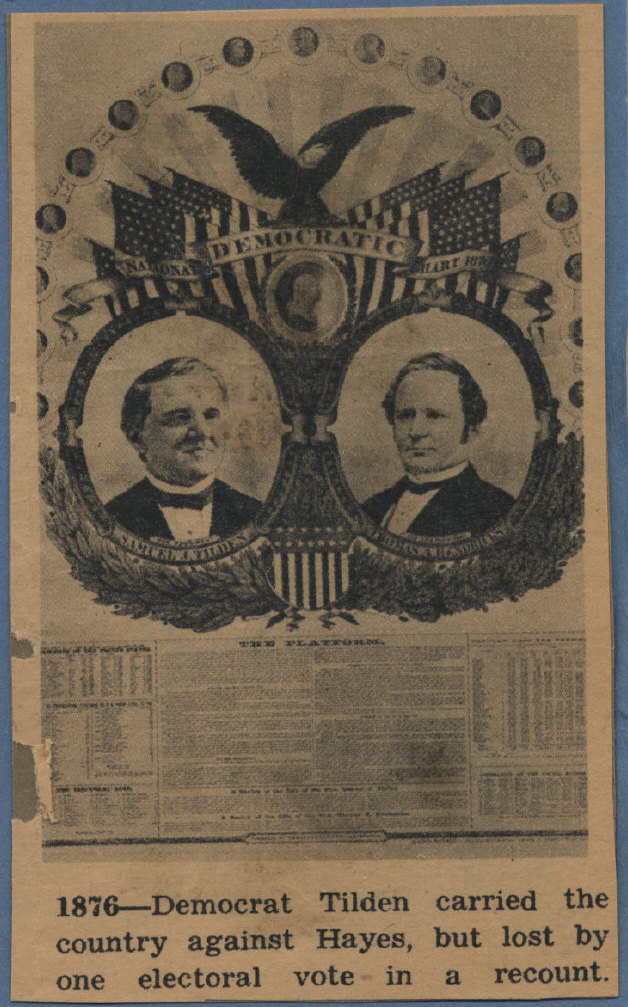
Manifesto elettorale di Tilden e Hendricks.

Tilden sconfisse Thomas A. Hendricks, Winfield S. Hancock, William Allen, Thomas F. Bayard e Joel Parker; superò la forte opposizione di John Kelly "l'onesto", il leader della Tammany Hall di New York, un'organizzazione molto influente nel Partito Democratico. Gli fu affiancato T. Hendricks, dal momento che fu l'unico a proporsi.
| Votazioni per la vicepresidenza |     |
|                                 | 1*  |
| Thomas A. Hendricks             | 730 |
| Schede bianche                  | 8   |

Fonti:

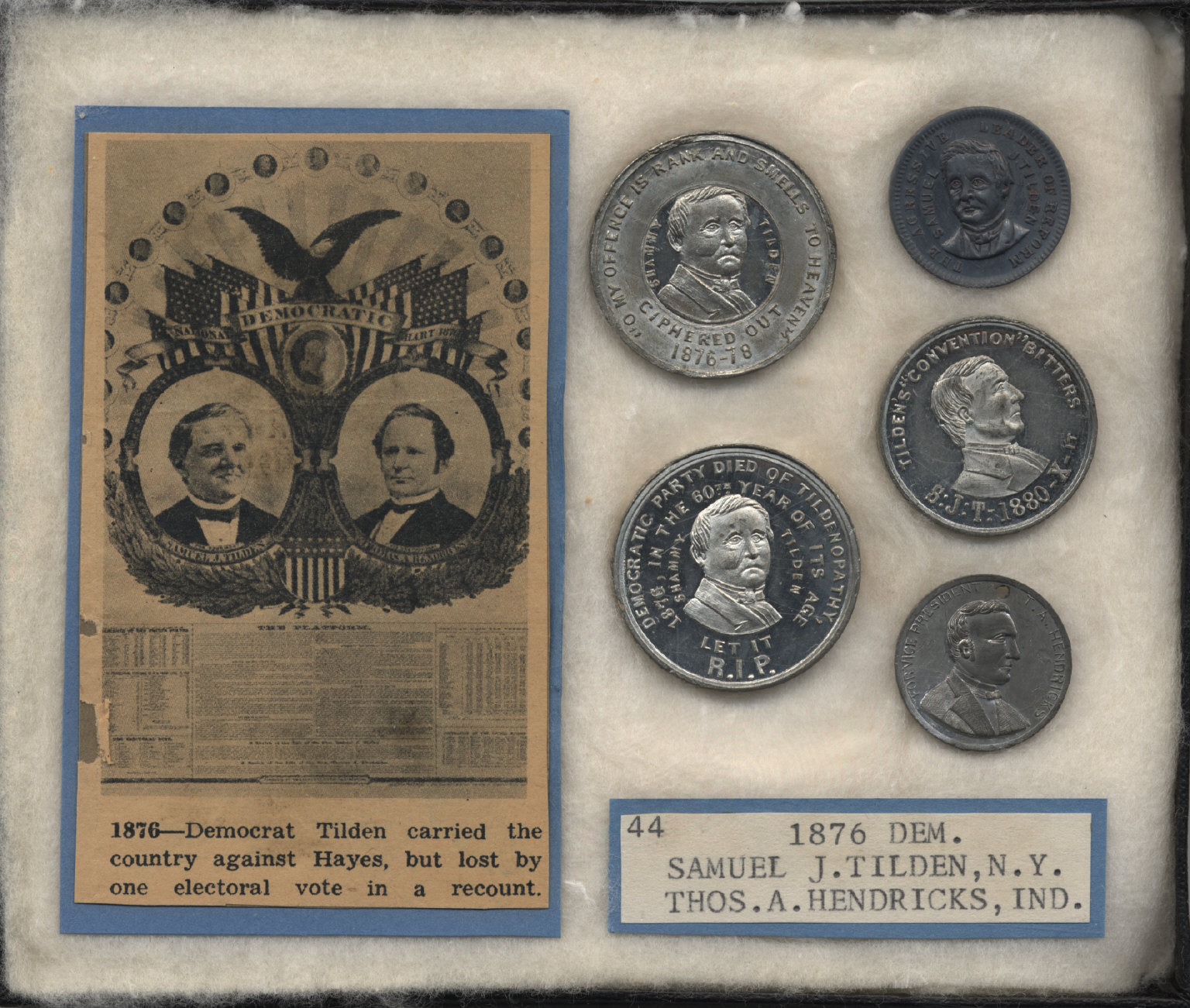
Monili promozionali e satirici della campagna elettorale Democratica.

Il programma politico dei Democratici s'impegnava a superare la corruzione dell'amministrazione Grant con un governo onesto ed efficiente e a porre fine "alla rapacità delle tirannie dei Carpetbagger" nel Sud del paese; chiese anche un trattato per la protezione dei cittadini statunitensi naturalizzati che visitassero le loro terre d'origine, severe restrizioni sull'immigrazione asiatica, la riforma dei dazi e l'opposizione alle sovvenzioni per le compagnie ferroviarie.
È stato affermato che la nomina di Tilden venne accolta dai Democratici votanti con più entusiasmo rispetto a qualsiasi altro leader dai tempi della presidenza di Andrew Jackson.
| Candidati del Partito Democratico, 1876 |                                          |
| Samuel J. Tilden                        | Thomas A. Hendricks                      |
| per Presidente                          | per Vice Presidente                      |
|                                         |                                          |
| 25º Governatore di New York (1875–1876) | 16º Governatore dell'Indiana (1873–1877) |
| Manifesto elettorale                    |                                          |
|                                         |                                          |

#### Greenback Party

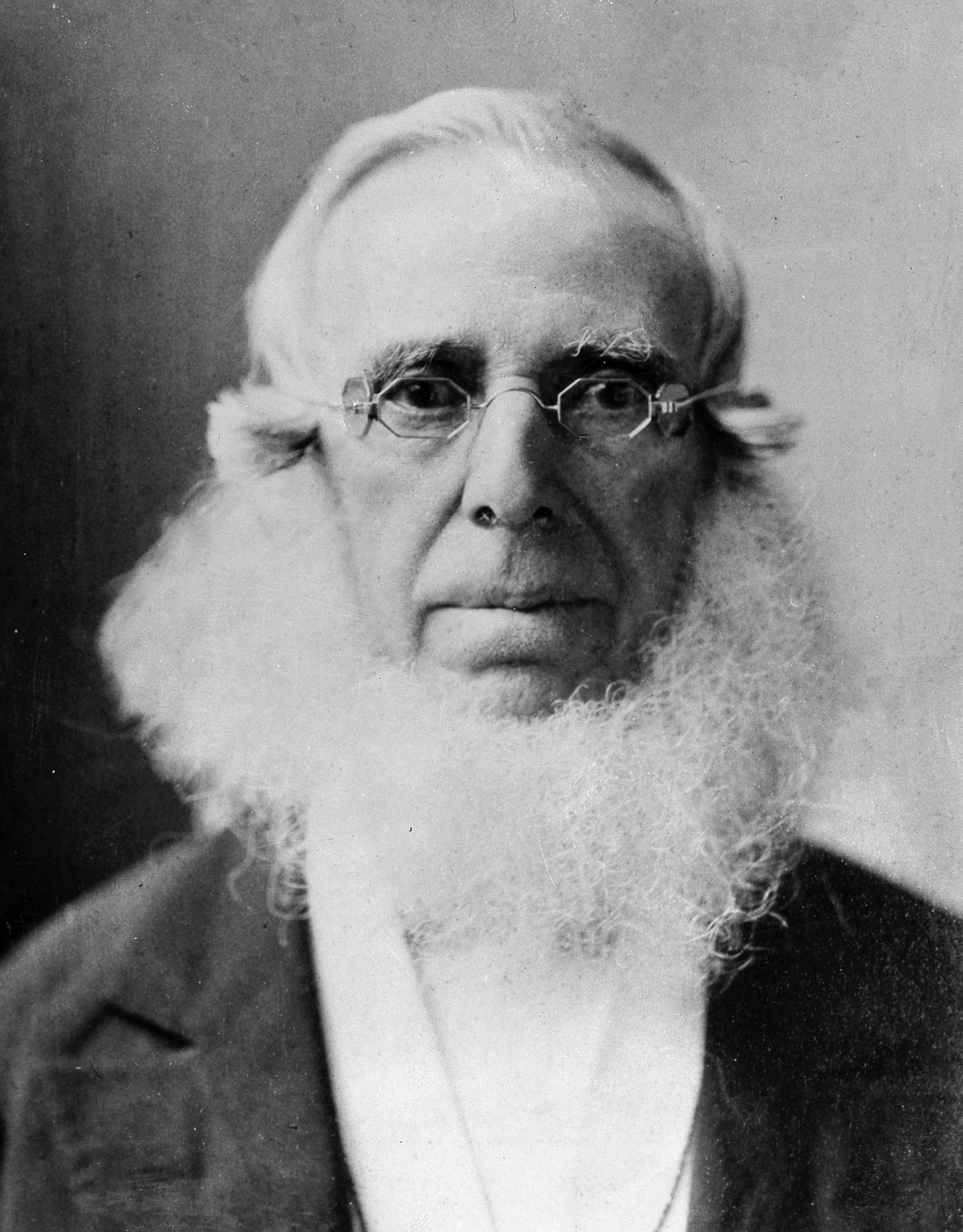
Peter Cooper, filantropo dello Stato di New York
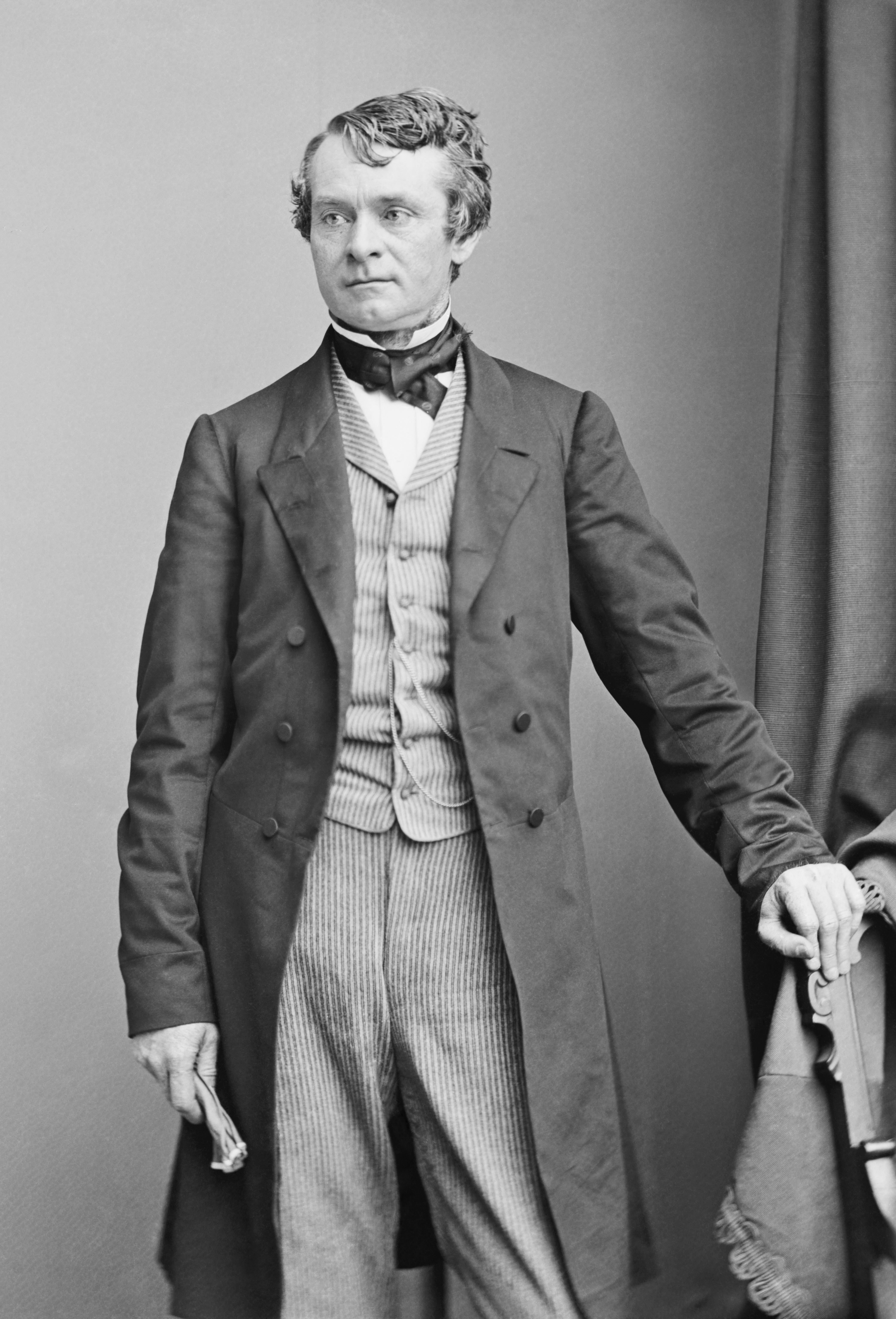
Andrew Gregg Curtin, ex Governatore della Pennsylvania
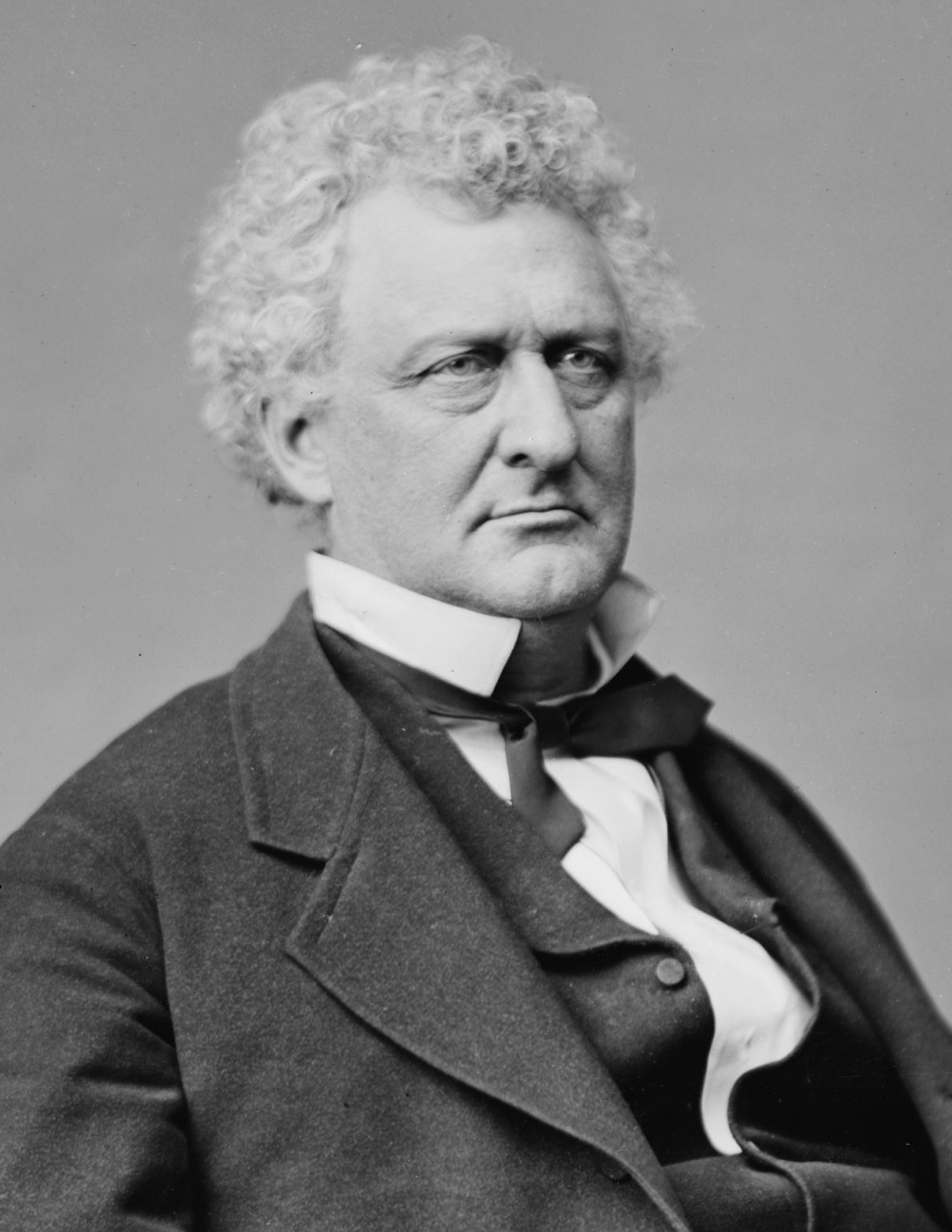
William Allen dell'Ohio
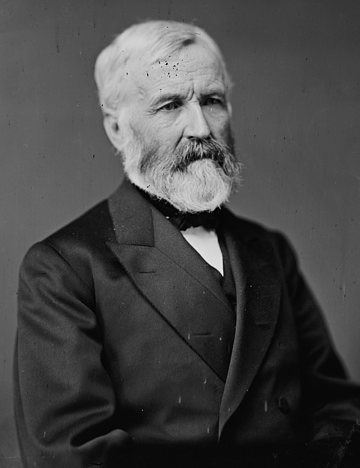
Alexander Campbell dell'Illinois

#### Prohibition Party

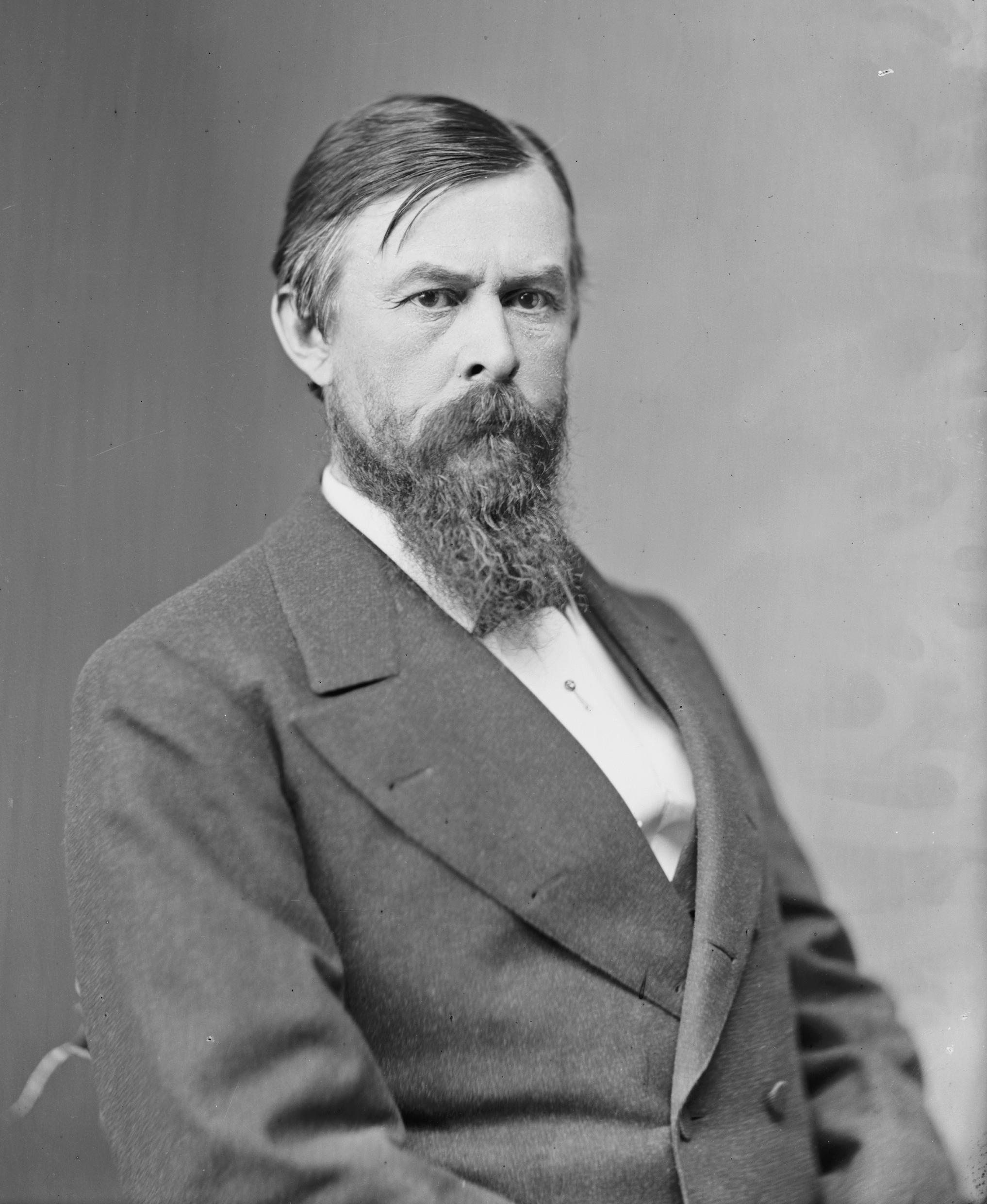
Green Clay Smith, ex Governatore del Montana

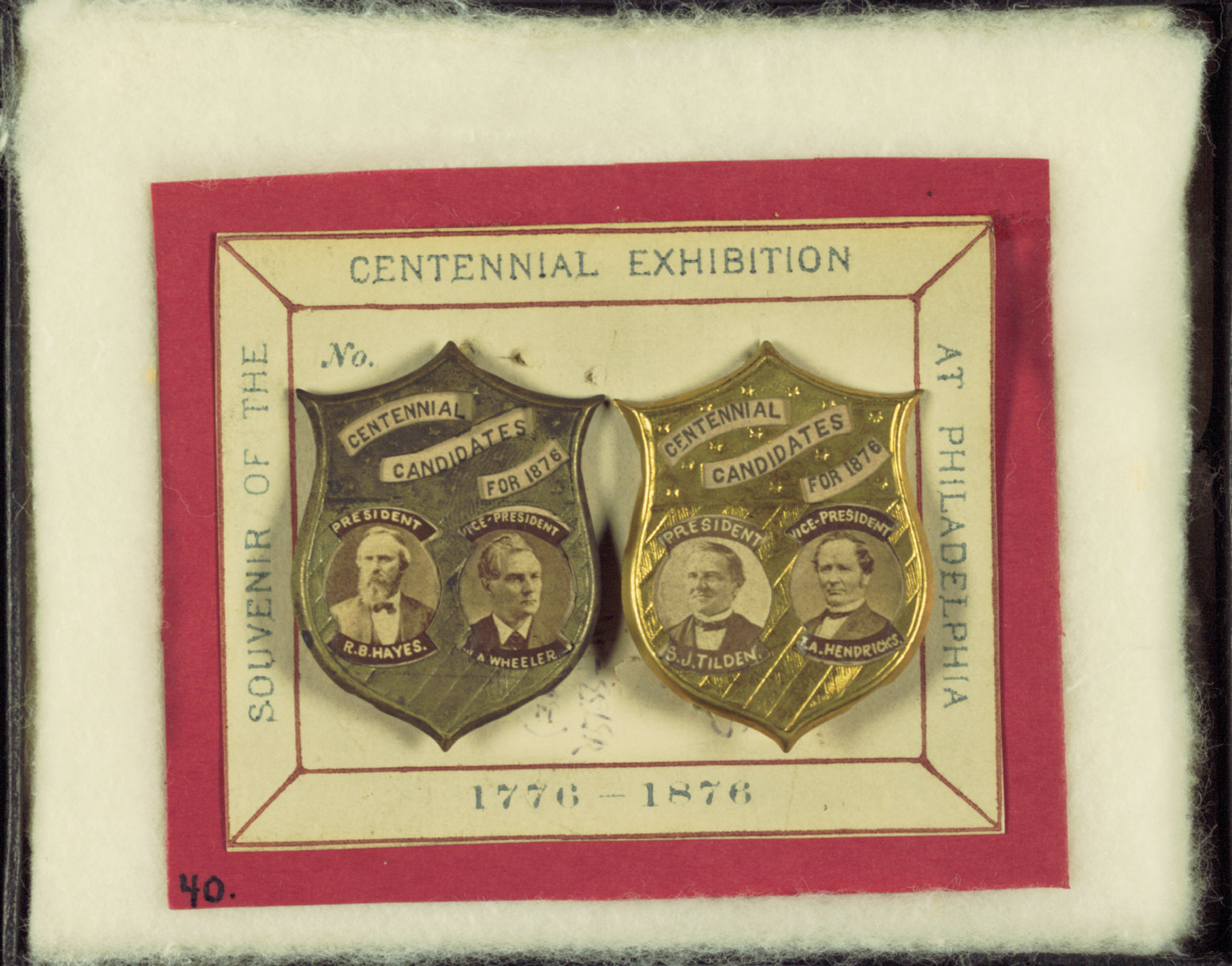
I due maggiori schieramenti tra i candidati alle elezioni.

### Campagna elettorale
Tilden, che aveva fatto perseguire i politicanti corrotti della macchina organizzativa burocratica newyorkese, la Tammany Hall, spedendo in prigione il loro leggendario capo William M. Tweed, impostò la propria campagna raffigurandosi come il candidato riformatore per eccellenza, sullo sfondo della corruzione imperante all'interno dell'amministrazione della presidenza di Ulysses S. Grant.
Entrambe le parti sostennero a spada tratta la riforma della funzione pubblica e la fine dell'Era della Ricostruzione; entrambe montarono una propaganda con lancio reciproco di accuse personali, con gli attacchi dei Democratici rivolti alla corruzione repubblicana a cui questi rispondevano con la questione della secessione che era stata sostenuta da ampi settori democratici. 

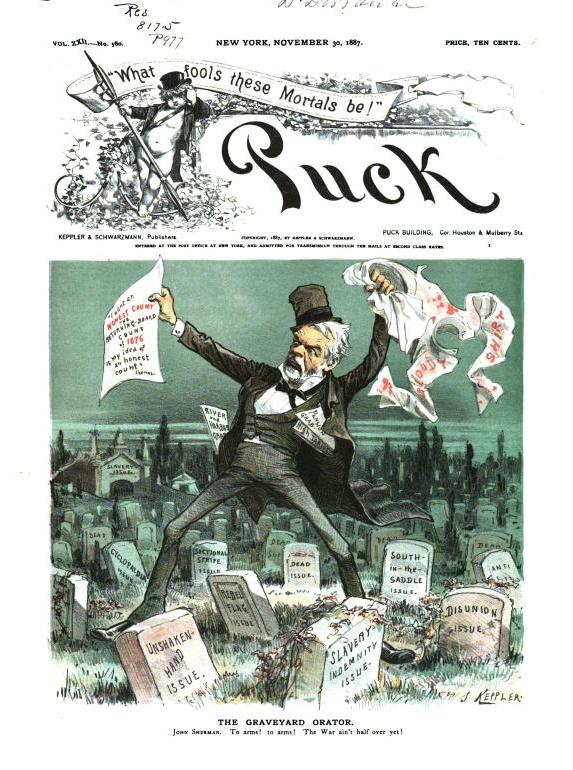
Vignetta della rivista Puck che ridicolizza il senatore Repubblicano John Sherman - fratello di William Tecumseh Sherman - per il suo uso della "bloody shirt" nei ricordi della guerra civile.

Una tattica che i diretti interessati chiamarono "agitare la camicia insanguinata". I Repubblicani continuarono però a scandire in coro: "non tutti i Democratici erano ribelli, ma ogni ribelle era un Democratico".
Hayes era un perfetto sconosciuto al di fuori del suo stato d'origine, l'Ohio, per il quale era stato deputato al Congresso per due mandati e per altri due era stato governatore dell'Ohio. Lo storico Henry Brooks Adams scrisse che "[Hayes] è una nullità di terza categoria, le cui uniche qualità positive sono che non riesce a dar fastidio a nessuno".
Aveva prestato servizio nella guerra civile sapendosi distinguere col grado di colonnello del 23º reggimento dell'Ohio e rimase ferito diverse volte, il che lo rese assai popolare tra i veterani; era stato poi promosso maggior generale. Il suo risultato più importante fu l'aiuto che fornì ai Repubblicani nel vincere uno Stato altamente cruciale ed altalenante come l'Ohio.
Dall'altro lato l'influente giornalista John Dougherty Defrees descrisse Tilden come "un bellissimo, primitivo, piccolo, arruffato, scontroso vecchio scapolo con circa centoventi dollari di rendita, che non ha mai avuto un impulso genuino nei riguardi di nessuno né un qualsiasi affetto rivolto ad una qualche donna".
La strategia dei Democratici per ottenere la vittoria negli Stati Uniti meridionali era fortemente legata a gruppi paramilitari come le "Red Shirts" e la "White League"; usando ampiamente la strategia del cosiddetto "Piano del Mississippi" queste organizzazioni segrete e terroristiche repressero attivamente l'affluenza degli elettori repubblicani sia bianchi che afroamericani, interrompendo incontri e manifestazioni e persino facendo ricorso alla violenza diffusa e alle intimidazioni. Si consideravano l'"ala militare del Partito Democratico".
Poiché era ritenuto inadatto a un candidato alla presidenza partecipare attivamente alla campagna elettorale, sia Tilden sia Hayes lasciarono che il lavoro sporco fosse portato avanti dai loro attivisti.

### Delegati del Colorado
Il Colorado fu ammesso nell'Unione come 38° Stato federato il 1º agosto del 1876; mancando sia il tempo sia il denaro per organizzare le elezioni, fu invece il governo statale a selezionare i suoi grandi elettori. Questi diedero i tre suffragi disponibili a Hayes; è stata l'ultima elezione in cui i grandi elettori di uno Stato sono stati scelti dal governo statale.

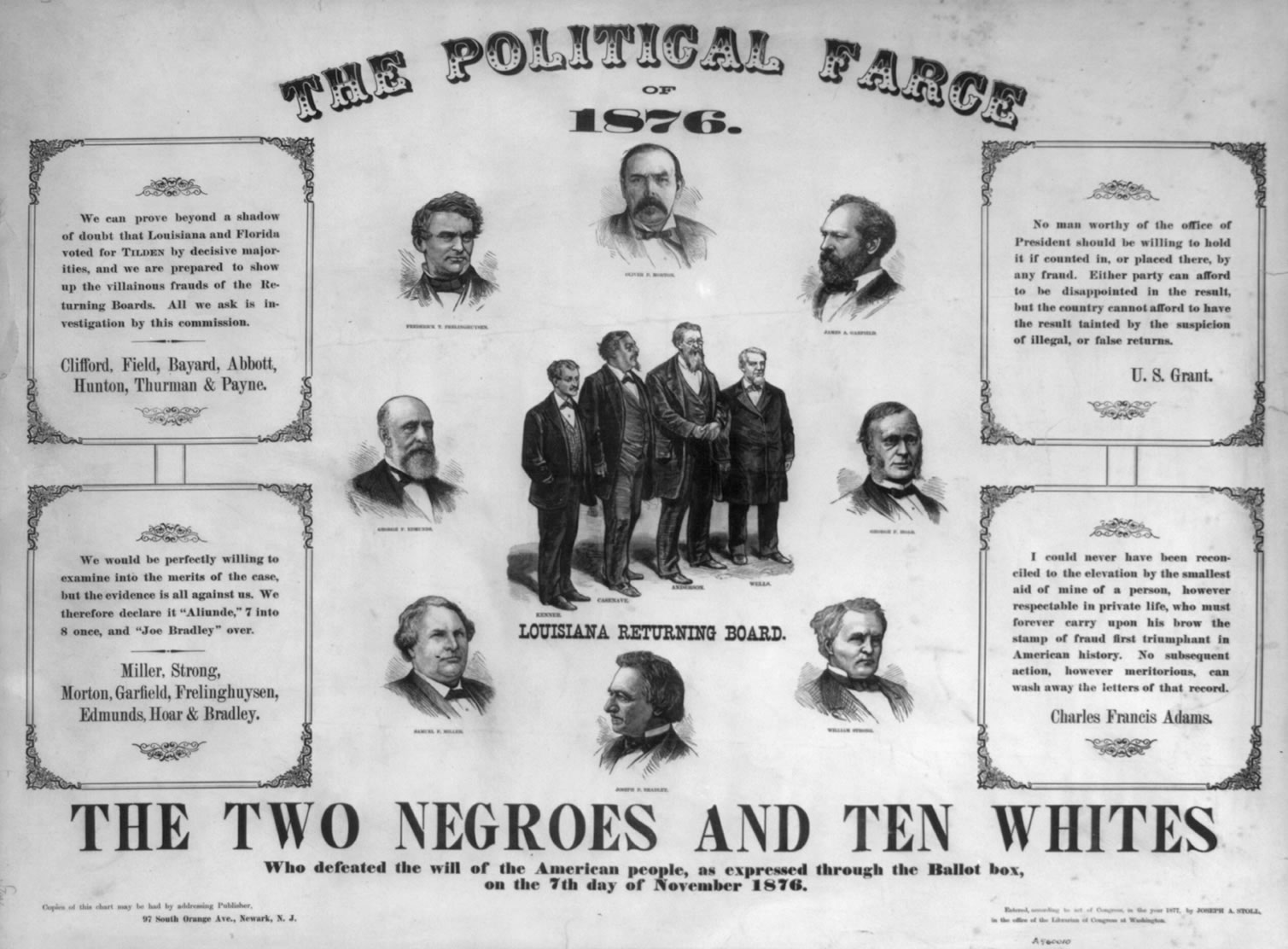
"La farsa politica. I due neri e i dieci bianchi": chi ha sconfitto la volontà del popolo americano così come si è espresso attraverso le elezioni del 7 di novembre.

## Risultati
| Candidati                 | Candidati                     | Partiti                | Voti      | %     | Delegati |
| Presidente                | Vicepresidente                | Partiti                | Voti      | %     | Delegati |
| ------------------------- | ----------------------------- | ---------------------- | --------- | ----- | -------- |
| Rutherford Hayes (Ohio)   | William A. Wheeler (New York) | Partito Repubblicano   | 4 034 311 | 47,95 | 185      |
| Samuel Tilden (New York)  | Thomas Hendricks (Indiana)    | Partito Democratico    | 4 288 546 | 50,97 | 184      |
| Peter Cooper (New York)   | Samuel F. Cary (Ohio)         | Greenback Labor        | 75 973    | 0,90  | –        |
| Green C. Smith (Kentucky) | Gideon T. Stewart (Ohio)      | Partito Proibizionista | 9 737     | 0,12  | –        |
| Altri candidati           | -                             | -                      | 4 534     | 0,05  | –        |
| Totale                    | Totale                        | Totale                 | 8 413 101 | 100   | 369      |

## Risultati per Stato
Fonti: Dati tratti da Walter Dean Burnham, Presidential ballots, 1836-1892 (Johns Hopkins University Press, 1955) pp 247–57.
| Stati vinti da Hayes/Wheeler    |
| Stati vinti da Tilden/Hendricks |

|                      |                 | Samuel J. Tilden Democratico | Samuel J. Tilden Democratico | Samuel J. Tilden Democratico | Rutherford B. Hayes Repubblicano | Rutherford B. Hayes Repubblicano | Rutherford B. Hayes Repubblicano | Peter Cooper Greenback | Peter Cooper Greenback | Peter Cooper Greenback | Green Smith Prohibition | Green Smith Prohibition | Green Smith Prohibition | Margine di vittoria | Margine di vittoria | Totale Stati | Totale Stati |
| Stato federato       | Voti elettorali | #                            | %                            | Voti elettorali              | #                                | %                                | Voti elettorali                  | #                      | %                      | Voti elettorali        | #                       | %                       | Voti elettorali         | #                   | %                   | #            |              |
| -------------------- | --------------- | ---------------------------- | ---------------------------- | ---------------------------- | -------------------------------- | -------------------------------- | -------------------------------- | ---------------------- | ---------------------- | ---------------------- | ----------------------- | ----------------------- | ----------------------- | ------------------- | ------------------- | ------------ | ------------ |
| Alabama              | 10              | 102.989                      | 59,98                        | 10                           | 68.708                           | 40,02                            | -                                | -                      | -                      | -                      | -                       | -                       | -                       | -34.281             | -19,97              | 171.699      | AL           |
| Arkansas             | 6               | 58.086                       | 59,92                        | 6                            | 38.649                           | 39,87                            | -                                | 211                    | 0,22                   | -                      | -                       | -                       | -                       | -19.437             | -20,05              | 96.946       | AR           |
| California           | 6               | 76.460                       | 49,08                        | -                            | 79.258                           | 50,88                            | 6                                | 47                     | 0,03                   | -                      | -                       | -                       | -                       | 2.798               | 1,80                | 155.784      | CA           |
| Carolina del Nord    | 10              | 125.427                      | 53,62                        | 10                           | 108.484                          | 46,38                            | -                                | -                      | -                      | -                      | -                       | -                       | -                       | -16.943             | -7,24               | 233.911      | NC           |
| Carolina del Sud     | 7               | 90.897                       | 49,76                        | -                            | 91.786                           | 50,24                            | 7                                | -                      | -                      | -                      | -                       | -                       | -                       | 889                 | 0,49                | 182.683      | SC           |
| Colorado             | 3               |                              |                              |                              |                                  |                                  | 3                                |                        |                        |                        |                         |                         |                         |                     |                     |              | CO           |
| Connecticut          | 6               | 61.927                       | 50,70                        | 6                            | 59.033                           | 48,33                            | -                                | 774                    | 0,63                   | -                      | 374                     | 0,31                    | -                       | -2.894              | -2,37               | 122.134      | CT           |
| Delaware             | 3               | 13.381                       | 55,45                        | 3                            | 10.752                           | 44,55                            | -                                | -                      | -                      | -                      | -                       | -                       | -                       | -2.629              | -10,89              | 24.133       | DE           |
| Florida              | 4               | 22.927                       | 49,01                        | -                            | 23.849                           | 50,99                            | 4                                | -                      | -                      | -                      | -                       | -                       | -                       | 922                 | 1,97                | 46.776       | FL           |
| Georgia              | 11              | 130.157                      | 72,03                        | 11                           | 50.533                           | 27,97                            | -                                | -                      | -                      | -                      | -                       | -                       | -                       | -79.624             | -44,07              | 180.690      | GA           |
| Illinois             | 21              | 258.611                      | 46,66                        | -                            | 278.232                          | 50,20                            | 21                               | 17.207                 | 3,10                   | -                      | -                       | -                       | -                       | 19.621              | 3,54                | 554.227      | IL           |
| Indiana              | 15              | 213.526                      | 48,65                        | 15                           | 208.011                          | 47,39                            | -                                | 17.233                 | 3.93                   | -                      | 141                     | 0,03                    | -                       | -5.515              | -1,26               | 438,911      | IN           |
| Iowa                 | 11              | 112.121                      | 38,28                        | -                            | 171.326                          | 58,50                            | 11                               | 9.431                  | 3,22                   | -                      | -                       | -                       | -                       | 59.205              | 20,21               | 292.878      | IA           |
| Kansas               | 5               | 37.902                       | 30,53                        | -                            | 78.324                           | 63,10                            | 5                                | 7.770                  | 6,26                   | -                      | 110                     | 0,09                    | -                       | 40.422              | 32,56               | 124.134      | KS           |
| Kentucky             | 12              | 160.060                      | 61,41                        | 12                           | 97.568                           | 37,44                            | -                                | -                      | -                      | -                      | -                       | -                       | -                       | -62.492             | -23,98              | 260.626      | KY           |
| Louisiana            | 8               | 70.508                       | 48,35                        | -                            | 75.315                           | 51,65                            | 8                                | -                      | -                      | -                      | -                       | -                       | -                       | 4.807               | 3,30                | 145.823      | LA           |
| Maine                | 7               | 49.917                       | 42,65                        | -                            | 66.300                           | 56,64                            | 7                                | -                      | -                      | -                      | -                       | -                       | -                       | 16.383              | 14,00               | 117.045      | ME           |
| Maryland             | 8               | 91.779                       | 56,05                        | 8                            | 71.980                           | 43,95                            | -                                | -                      | -                      | -                      | -                       | -                       | -                       | -19.799             | -12,09              | 163.759      | MD           |
| Massachusetts        | 13              | 108.777                      | 41,90                        | -                            | 150.064                          | 57,80                            | 13                               | -                      | -                      | -                      | -                       | -                       | -                       | 41.287              | 15,90               | 259.620      | MA           |
| Michigan             | 11              | 141.685                      | 44,49                        | -                            | 166.901                          | 52,41                            | 11                               | 9.023                  | 2,83                   | -                      | 766                     | 0,24                    | -                       | 25.216              | 7,92                | 318.450      | MI           |
| Minnesota            | 5               | 48.587                       | 39,16                        | -                            | 72.955                           | 58,80                            | 5                                | 2.389                  | 1,93                   | -                      | 144                     | 0,12                    | -                       | 24.368              | 19,64               | 124.075      | MN           |
| Mississippi          | 8               | 112.173                      | 68,08                        | 8                            | 52.603                           | 31,92                            | -                                | -                      | -                      | -                      | -                       | -                       | -                       | -59.570             | -36,15              | 164.776      | MS           |
| Missouri             | 15              | 202.086                      | 57,64                        | 15                           | 145.027                          | 41,36                            | -                                | 3.497                  | 1,00                   | -                      | -                       | -                       | -                       | -57.059             | -16,27              | 350.610      | MO           |
| Nebraska             | 3               | 17.413                       | 35,30                        | -                            | 31.915                           | 64,70                            | 3                                | -                      | -                      | -                      | -                       | -                       | -                       | 14.502              | 29,40               | 49.328       | NE           |
| Nevada               | 3               | 9.308                        | 47,27                        | -                            | 10.383                           | 52,73                            | 3                                | -                      | -                      | -                      | -                       | -                       | -                       | 1.075               | 5,46                | 19.691       | NV           |
| New Hampshire        | 5               | 38.510                       | 48,05                        | -                            | 41.540                           | 51,83                            | 5                                | -                      | -                      | -                      | -                       | -                       | -                       | 3.030               | 3,78                | 80.141       | NH           |
| New Jersey           | 9               | 115.962                      | 52,66                        | 9                            | 103.517                          | 47,01                            | -                                | 714                    | 0,32                   | -                      | -                       | -                       | -                       | -12.445             | -5,65               | 220.193      | NJ           |
| New York             | 35              | 521.949                      | 51,40                        | 35                           | 489.207                          | 48,17                            | -                                | 1.978                  | 0,19                   | -                      | 2.369                   | 0,23                    | -                       | -32.742             | -3,22               | 1.015.503    | NY           |
| Ohio                 | 22              | 323.182                      | 49,07                        | -                            | 330.698                          | 50,21                            | 22                               | 3.057                  | 0,46                   | -                      | 1.636                   | 0,25                    | -                       | 7.516               | 1,14                | 658,649      | OH           |
| Oregon               | 3               | 14.157                       | 47,38                        | -                            | 15.214                           | 50,92                            | 3                                | 510                    | 1,71                   | -                      | -                       | -                       | -                       | 1.057               | 3,54                | 29.881       | OR           |
| Pennsylvania         | 29              | 366.204                      | 48,25                        | -                            | 384.184                          | 50,62                            | 29                               | 7.204                  | 0,95                   | -                      | 1.318                   | 0,17                    | -                       | 17.980              | 2,37                | 758.993      | PA           |
| Rhode Island         | 4               | 10.712                       | 40,23                        | -                            | 15.787                           | 59,29                            | 4                                | 68                     | 0,26                   | -                      | 60                      | 0,23                    | -                       | 5.075               | 19,06               | 26.627       | RI           |
| Tennessee            | 12              | 133.177                      | 59,79                        | 12                           | 89.566                           | 40,21                            | -                                | -                      | -                      | -                      | -                       | -                       | -                       | -43.611             | -19,58              | 222.743      | TN           |
| Texas                | 8               | 104.755                      | 70,04                        | 8                            | 44.800                           | 29,96                            | -                                | -                      | -                      | -                      | -                       | -                       | -                       | -59.955             | -40,09              | 149.555      | TX           |
| Vermont              | 5               | 20.254                       | 31,38                        | -                            | 44.091                           | 68,30                            | 5                                | -                      | -                      | -                      | -                       | -                       | -                       | 23.837              | 36,93               | 64.553       | VT           |
| Virginia             | 11              | 140.770                      | 59,58                        | 11                           | 95.518                           | 40,42                            | -                                | -                      | -                      | -                      | -                       | -                       | -                       | -45.252             | -19,15              | 236.288      | VA           |
| Virginia Occidentale | 5               | 56.546                       | 56,75                        | 5                            | 41.997                           | 42,15                            | -                                | 1.104                  | 1,11                   | -                      | -                       | -                       | -                       | -14.549             | -14,60              | 99.647       | WV           |
| Wisconsin            | 10              | 123.926                      | 48,19                        | -                            | 130.067                          | 50,57                            | 10                               | 1.509                  | 0,59                   | -                      | 27                      | 0,01                    | -                       | 6.141               | 2,39                | 257.177      | WI           |
| Stati Uniti:         | 369             | 4.286.808                    | 50,92                        | 184                          | 4.034.142                        | 47,92                            | 185                              | 83.726                 | 0,99                   | -                      | 6.945                   | 0,08                    | -                       | -252.666            | -3,00               | 8.418.659    | US           |

## Geografia dei risultati

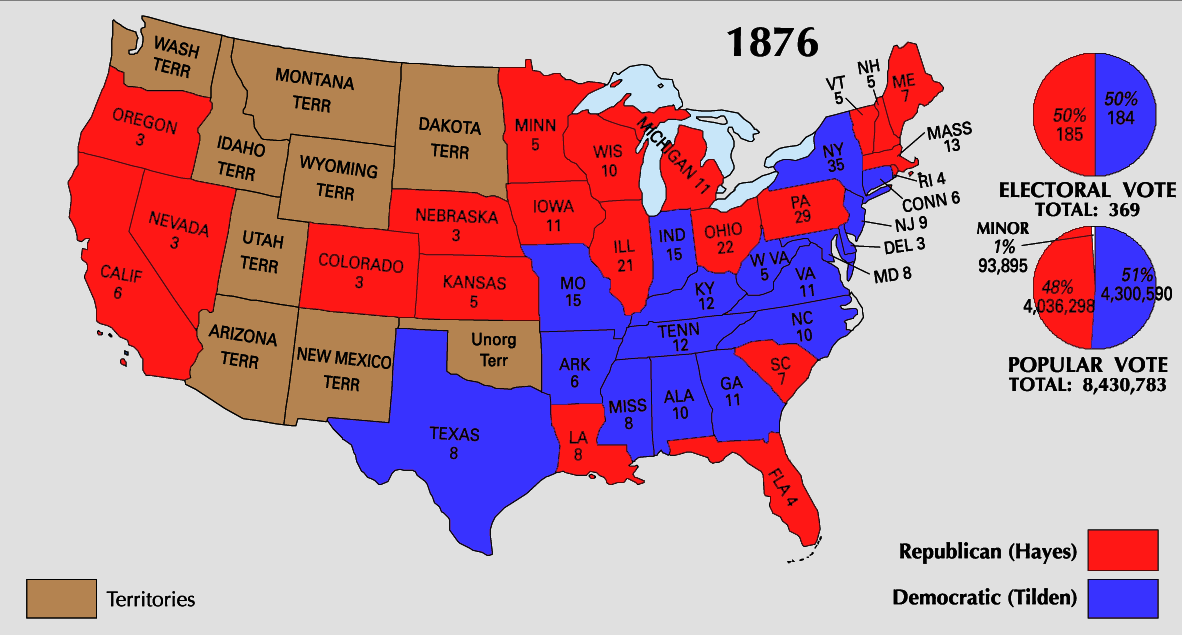

Risultati per contea, ombreggiato in base alla percentuale di voti ottenuta dal candidato vincente

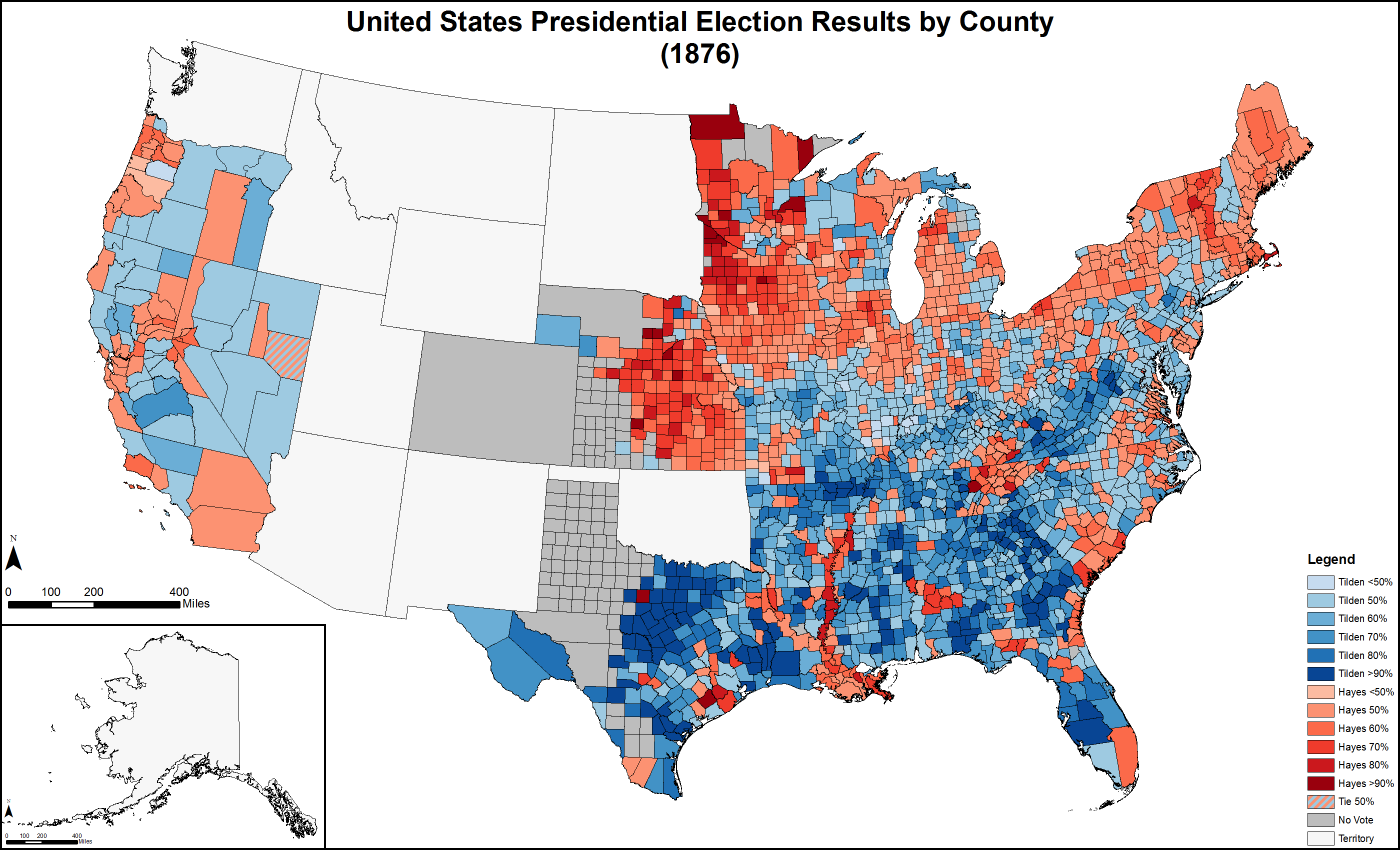
Mappa dei risultati per contea
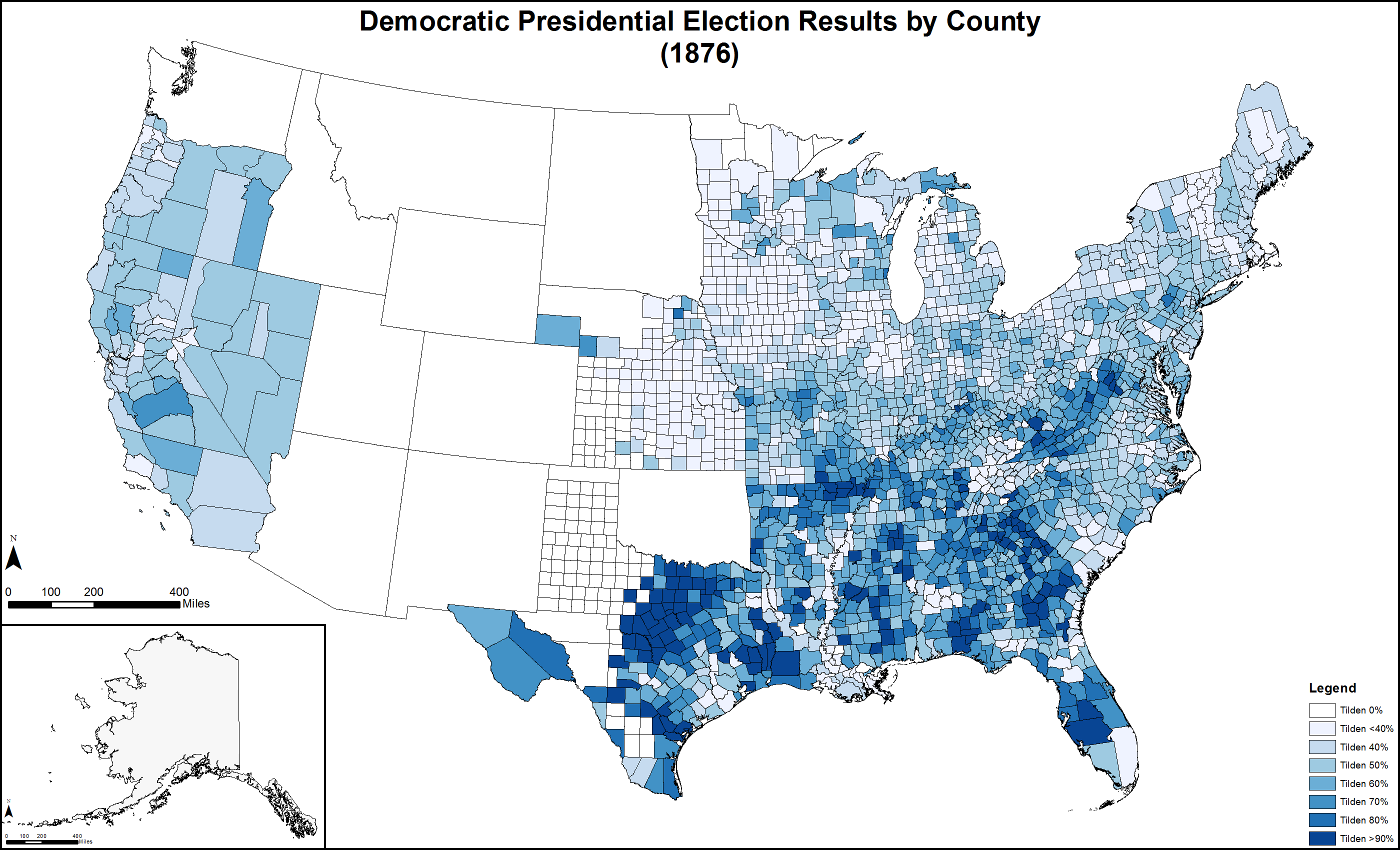
Mappa dei risultati Democratici per contea
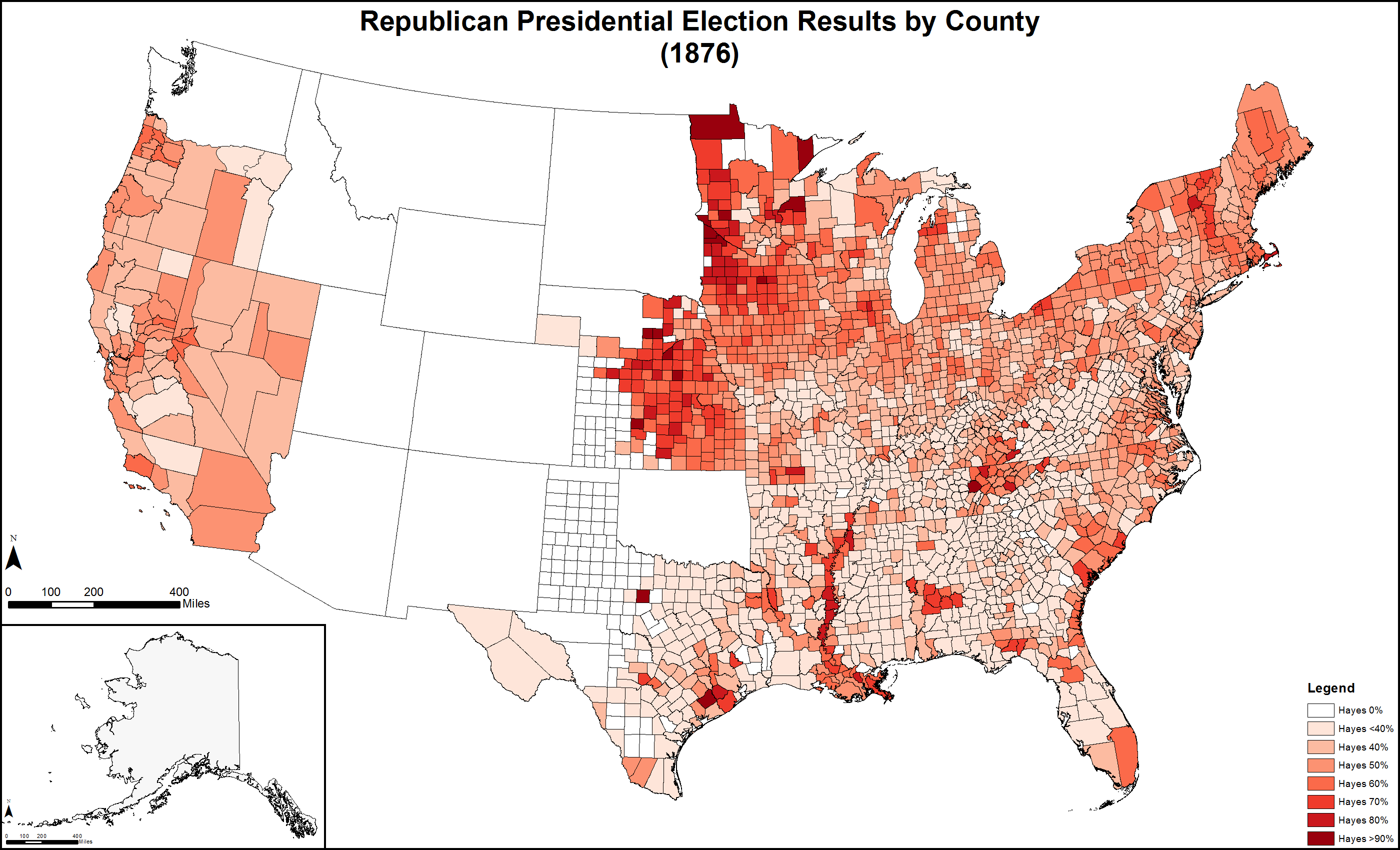
Mappa dei risultati Repubblicani per contea
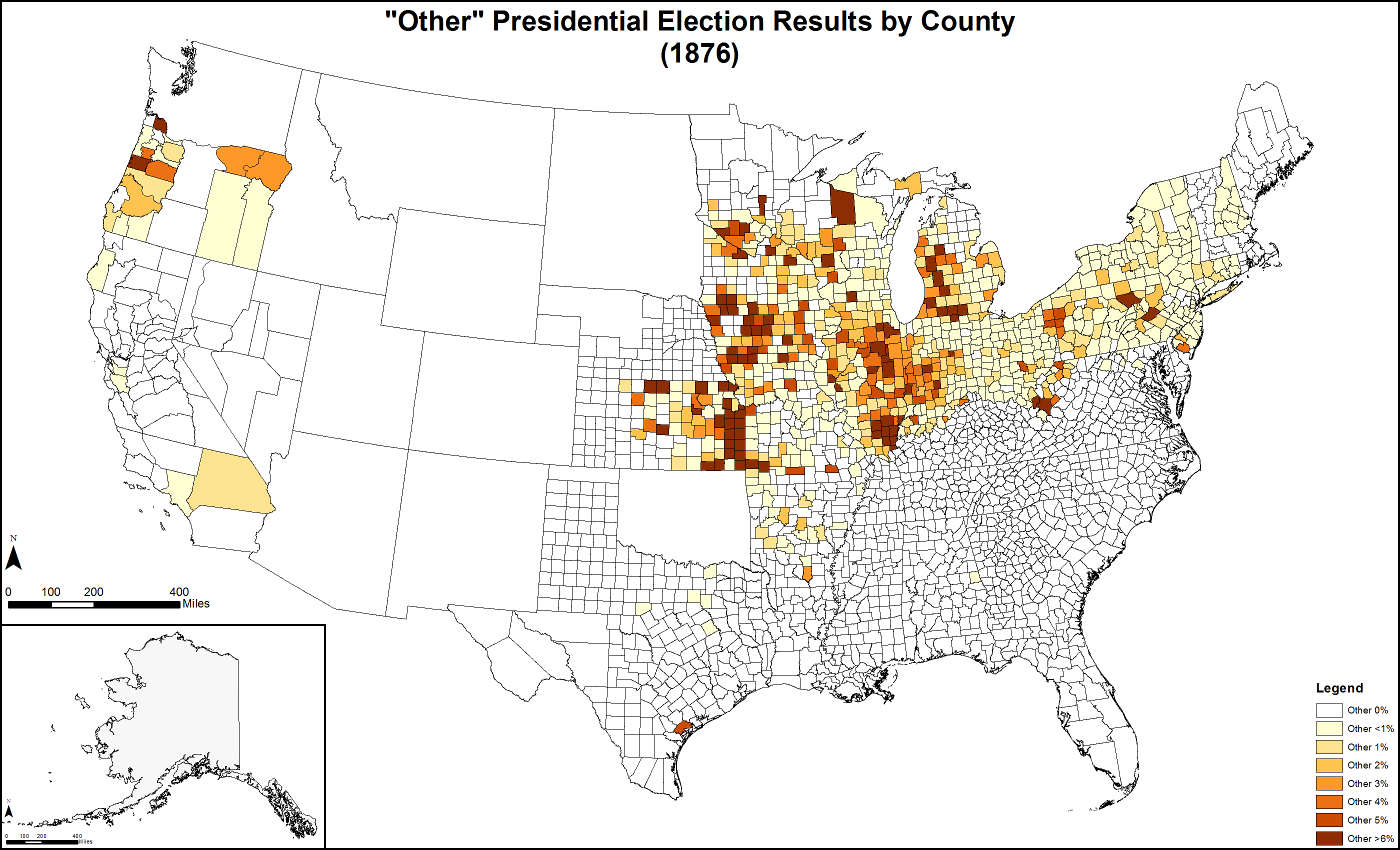
Mappa dei risultati degli "Altri" per contea
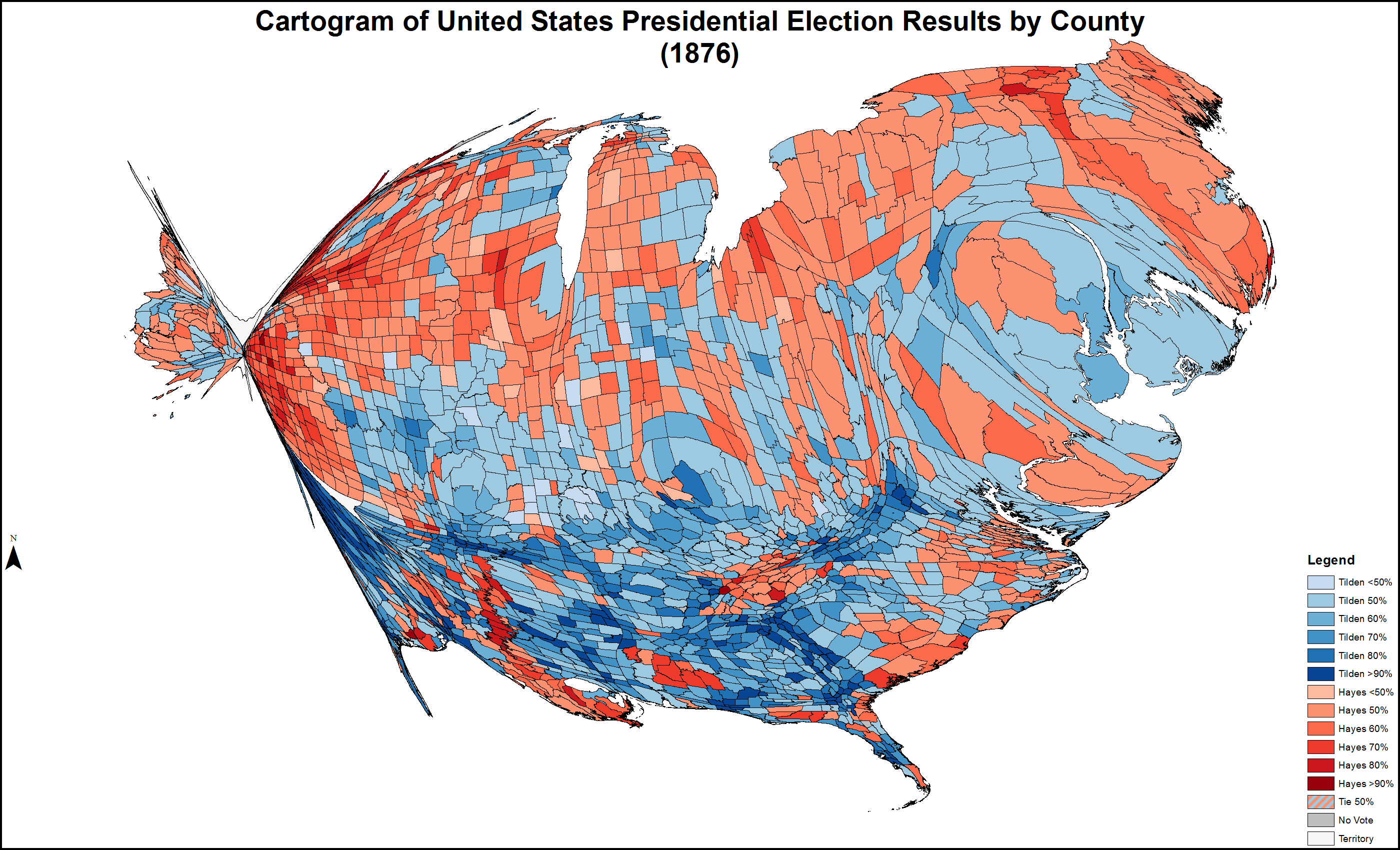
Cartogramma dei risultati per contea
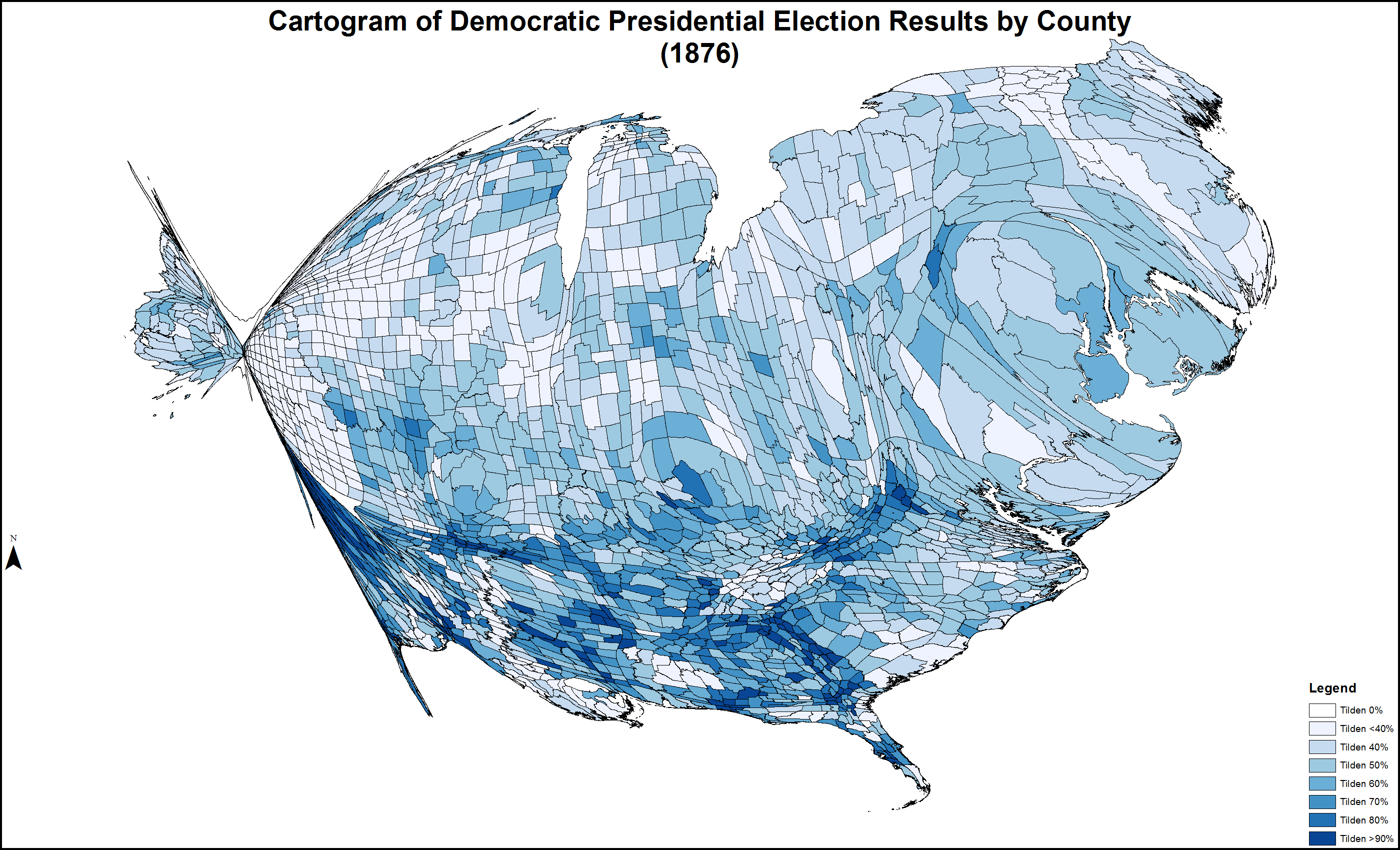
Cartogramma dei risultati Democratici per contea
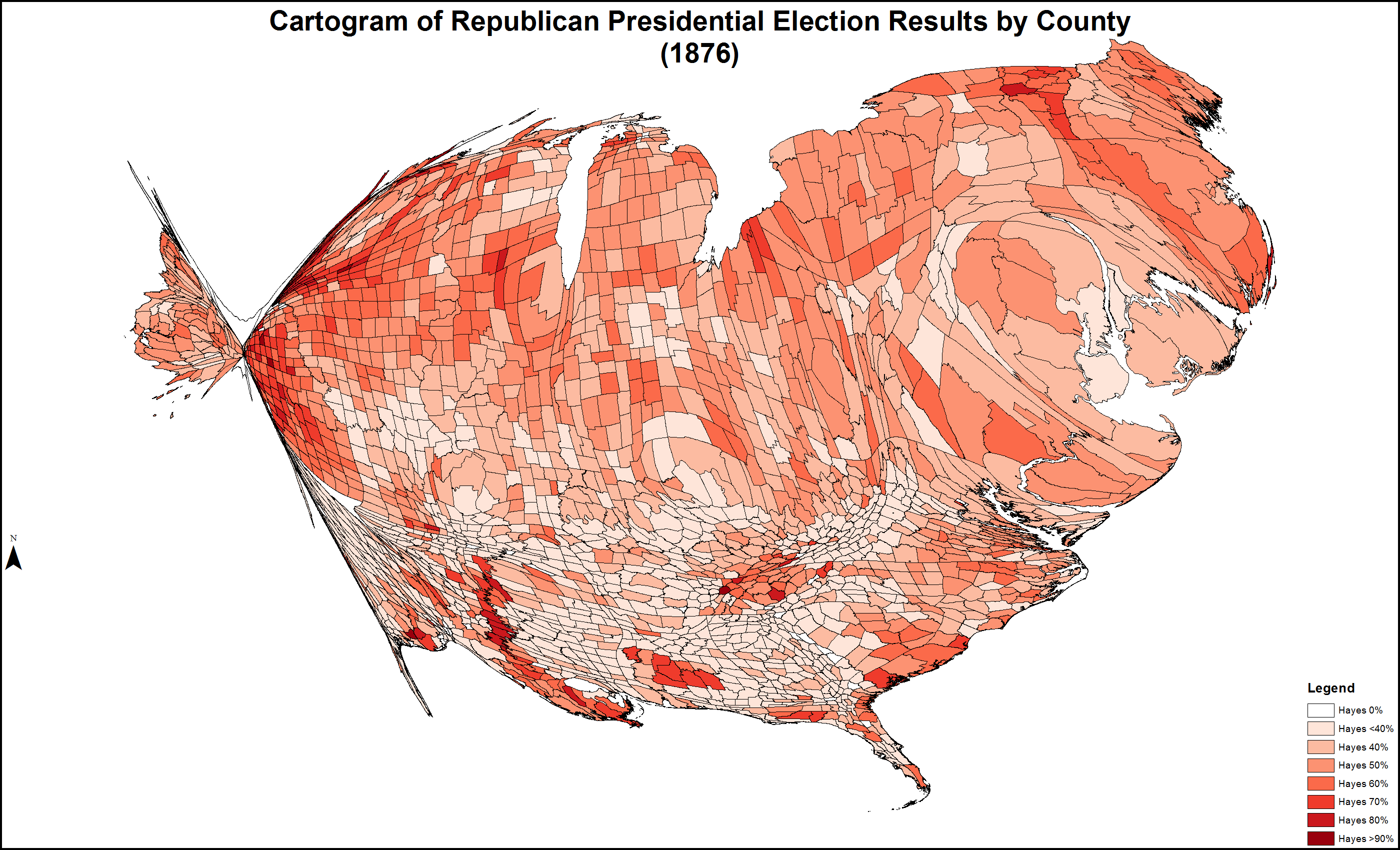
Cartogramma dei risultati Repubblicani per contea
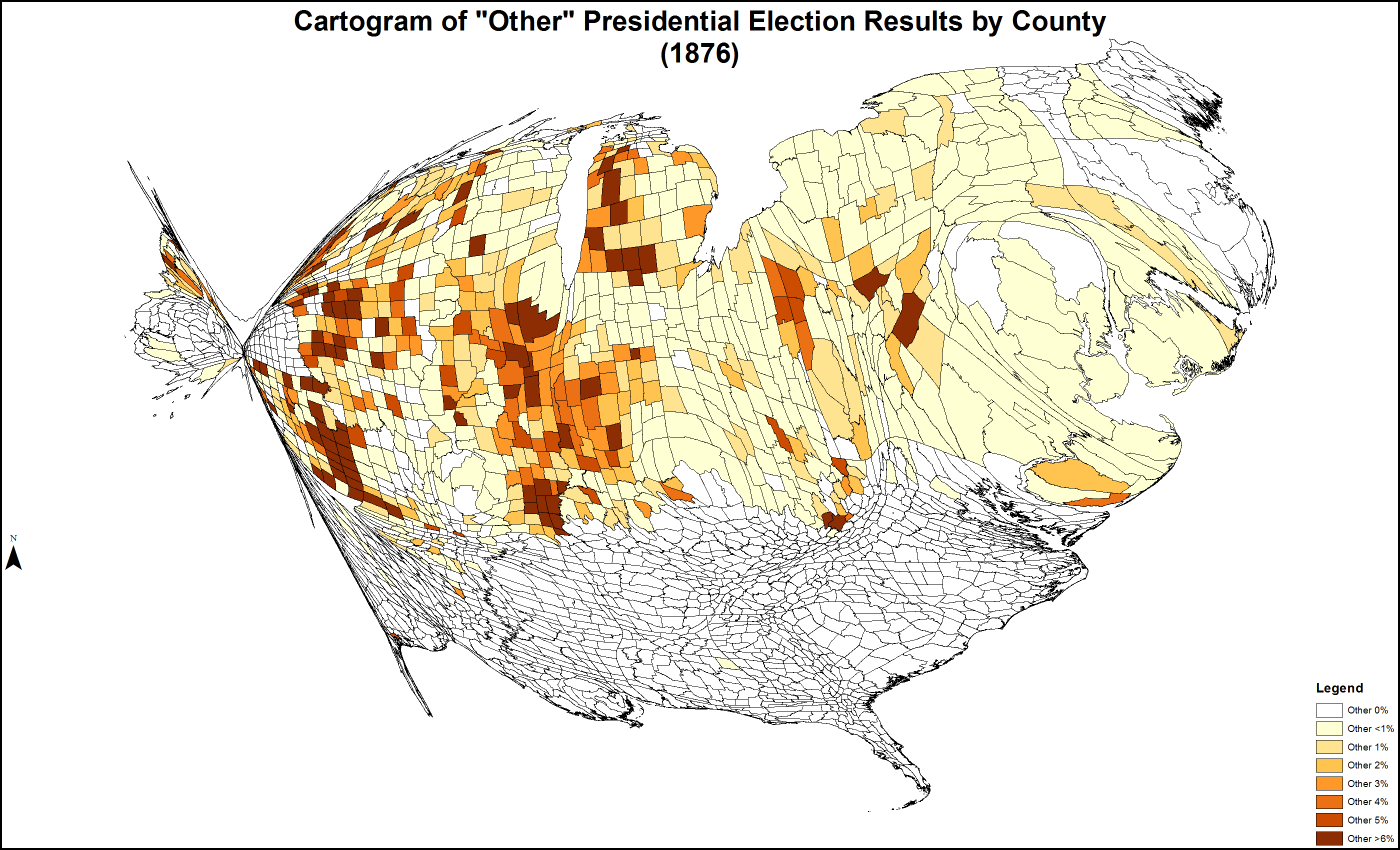
Cartogramma dei risultati degli "Altri" per contea

### Fonti primarie
- Democratic National Committee, The Campaign Text Book: Why the People Want a Change. The Republican Party Reviewed…, 1876.